# Liste der Biografien/Lev
Liste der Biografien |
Portal Biografien |
Personensuche
# |
A |
B |
C |
D |
E |
F |
G |
H |
I |
J |
K |
L |
M |
N |
O |
P |
Q |
R |
S |
T |
U |
V |
W |
X |
Y |
Z |
?
 
La |
Lb |
Lc |
Le |
Lg |
Lh |
Li |
Lj |
Ll |
Lm |
Lo |
Lp |
Lt |
Lu |
Lv |
Lw |
Lx |
Ly |
Lz
 
Lea |
Leb |
Lec |
Led |
Lee |
Lef |
Leg |
Leh |
Lei |
Lej |
Lek |
Lel |
Lem |
Len |
Leo |
Lep |
Leq |
Ler |
Les |
Let |
Leu |
Lev |
Lew |
Lex |
Ley |
Lez
Die Liste der Biografien führt alle Personen auf, die in der deutschsprachigen Wikipedia einen Artikel haben. Dieses ist eine Teilliste mit 859 Einträgen von Personen, deren Namen mit den Buchstaben „Lev“ beginnt.

## Lev
- Lev von Rosental, Jaroslav (1425–1480), tschechischer Adliger und Politiker
- Lev, Jiří (* 1979), tschechisch-australischer Architekt und Urbanist
- Lev, Liliana, russische Sängerin und Schauspielerin
- Lev, Lior (* 1969), israelischer Tänzer und Choreograf
- Lev-Ari, Oded (* 1975), israelischer Jazzmusiker (Piano, Komposition, Arrangement, Dirigat) und Musikproduzent

### Leva
- Leva, Émile (* 1931), belgischer Mittelstreckenläufer
- Levacher, Claire (* 1967), französische Dirigentin
- Levacher, Franz (1880–1947), deutscher Politiker (Zentrum, NSDAP), Mitglied des Landesrates des Saargebietes
- Levačić, Ivan (1931–2023), jugoslawischer Radsportler
- Levačić, Krunoslav (* 1957), kroatischer Jazz-Schlagzeuger
- Levack, Brian P. (* 1943), US-amerikanischer Historiker
- Levada, William Joseph (1936–2019), US-amerikanischer Geistlicher, römisch-katholischer Bischof, Präfekt der GlaubenskongregationWilliam Joseph Levada (1936–2019)

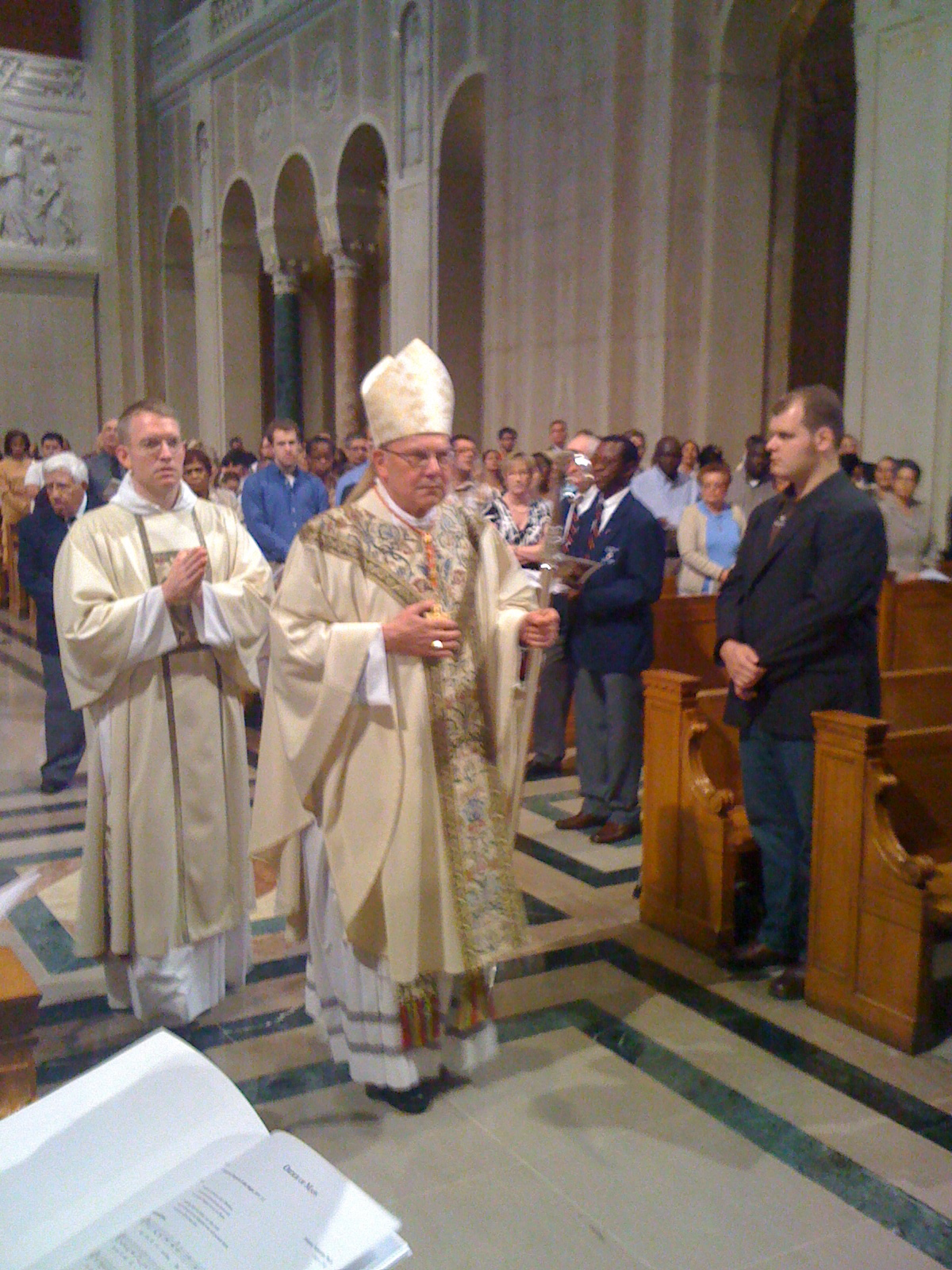
William Joseph Levada (1936–2019)

- Levadé, Charles (1869–1948), französischer Komponist
- Levade, David (1750–1834), Schweizer evangelischer Geistlicher, Hochschullehrer
- Levaggi, Micaela (* 1998), argentinische Mittelstreckenläuferin
- Lévai, István (* 1957), ungarischer Boxer
- Levai, Istvan (* 1990), ungarischer bzw. slowakischer Ringer
- Lévai, Jenő (1892–1983), ungarischer Historiker des Holocaust
- Lévai, Márton (* 1992), ungarischer Wasserballspieler
- Levaillant, François (1753–1824), französischer Ornithologe
- Levaillant, Maurice (1883–1961), französischer Dichter, Romanist und Literaturwissenschaftler
- Leval, Jean-François (1762–1834), französischer Divisionsgeneral der Infanterie
- Levallet, Didier (* 1944), französischer Jazzmusiker (Kontrabass, Komposition)
- Levallois, Jean-Jacques (1911–2001), französischer Geodät und langjähriger Präsident der International Association of Geodesy (IAG)
- Levallois, Jules (1799–1877), französischer Geologe
- Levame, Albert (1881–1958), monegassischer Geistlicher, römisch-katholischer Erzbischof und Diplomat des Heiligen Stuhls
- Levan, Albert (1905–1998), schwedischer Botaniker und Genetiker
- LeVan, David M. (* 1946), amerikanischer Eisenbahnmanager
- Levan, Larry (1954–1992), US-amerikanischer DJ und Pionier der modernen Disco-, House- und Garage-Szene
- Lévana, Malonn (* 2004), französische Schauspielerin
- LeVander, Harold (1910–1992), US-amerikanischer Politiker
- Levandi, Allar (* 1965), estnischer Nordischer Kombinierer
- Levandi, Anna (* 1965), sowjetische Eiskunstläuferin
- Levandi, Arlet (* 2005), estnischer Eiskunstläufer
- Levang, Neil (1932–2015), US-amerikanischer Gitarrist, Violinist und Banjospieler
- Lévano Quispe, Rufina (* 1955), peruanische Politikerin
- Levano, Chaim (1928–2016), niederländischer Theaterregisseur und Schauspieler
- Levano, Eduard (1885–1937), deutscher Großhändler für Landprodukte
- Levanon, Jitzchak († 2023), israelischer Diplomat
- Levanon, Malin (* 1977), schwedische Schauspielerin
- Levanon, Yoav (* 2004), israelischer klassischer PianistYoav Levanon (* 2004)

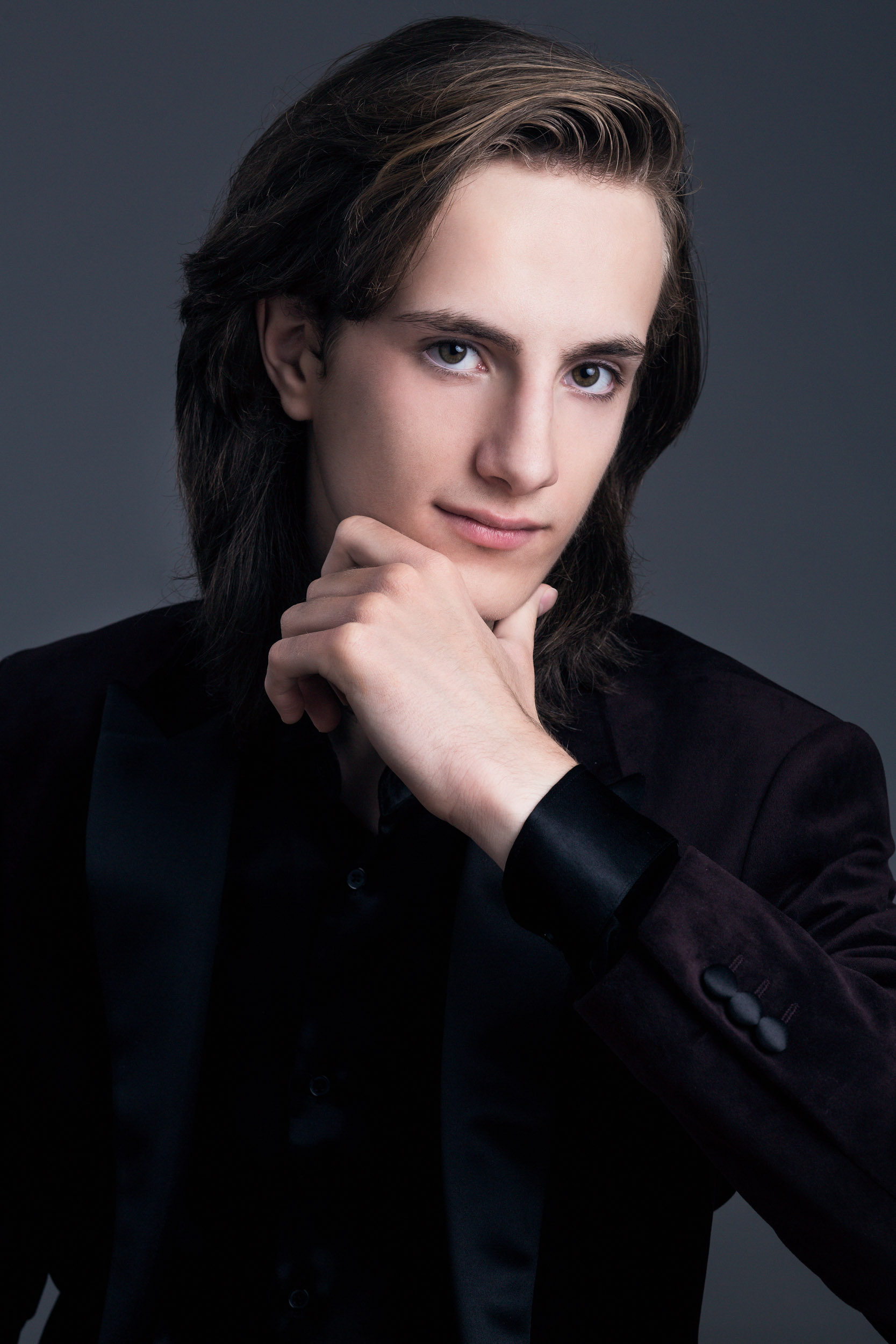
Yoav Levanon (* 2004)

- Levant, Brian (* 1952), US-amerikanischer Filmregisseur, Drehbuchautor und Filmproduzent
- Levant, Gayle, US-amerikanische Musikerin (Harfe)
- Levant, Oscar (1906–1972), US-amerikanischer Komponist
- Levantal, Christophe (* 1953), französischer Historiker
- Levantal, François (* 1960), französischer SchauspielerFrançois Levantal (* 1960)

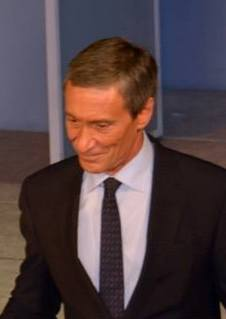
François Levantal (* 1960)

- Levante (* 1987), italienische Cantautrice und Schriftstellerin
- Levantinos, Dimitris (* 1997), griechischer Leichtathlet
- Levarlet, Guillaume (* 1985), französischer Radrennfahrer
- Levartovsky, Nitzan (* 1988), israelische Schauspielerin
- Levasseur, Arthur (1875–1955), französischer Politiker
- Levasseur, Catherine (* 1997), kanadische Fußballspielerin
- Levasseur, Henri Louis (1853–1934), französischer Bildhauer
- Levasseur, Jean-Henri (1764–1826), französischer Cellist und Komponist der Klassik
- Levasseur, Jean-Louis (* 1949), kanadischer Eishockeytorwart
- Levasseur, Marie (* 1997), kanadische Fußballspielerin
- Levasseur, Marie-Eve (* 1985), kanadische Medienkünstlerin
- Levasseur, Pierre (1890–1941), französischer Flugzeugkonstrukteur
- Levasseur, Pierre Émile (1828–1911), französischer Wirtschaftswissenschaftler und Geograph
- Levasseur, Pierre-François (1753–1815), französischer Violoncellist und Komponist
- Levasseur, René (1747–1834), französischer Arzt, Revolutionär und Politiker
- Levasseur, Rosalie (1749–1826), französische Sopranistin und Opernsängerin
- Levasseur, Thérèse († 1801), Lebensgefährtin von Jean-Jacques Rousseau
- Levasseur-Regourd, Anny Chantal (1945–2022), französische Astronomin und Astrophysikerin
- Levassor de La Touche Tréville, Charles-Auguste (1712–1788), französischer Aristokrat und Marineoffizier
- Levassor, Émile (1843–1897), französischer Automobilpionier und Rennfahrer
- Levati, Ambrogio (1894–1963), italienischer Turner
- Levati, Virginio (* 1944), italienischer Radsportler
- Levavasseur, Christian (* 1956), französischer Radrennfahrer
- Levavasseur, Jean (1924–1999), französischer Säbelfechter
- Levavasseur, Léon (1863–1922), französischer Ingenieur, Erfinder und Flugzeugkonstrukteur; Triebwerke und Starrflügelflugzeuge
- Lévay, Miklós (* 1954), ungarischer Rechtswissenschaftler und Kriminologe
- LeVay, Simon (* 1943), englischer Neurobiologe
- Levay, Sylvester (* 1945), ungarischer KomponistSylvester Levay (* 1945)

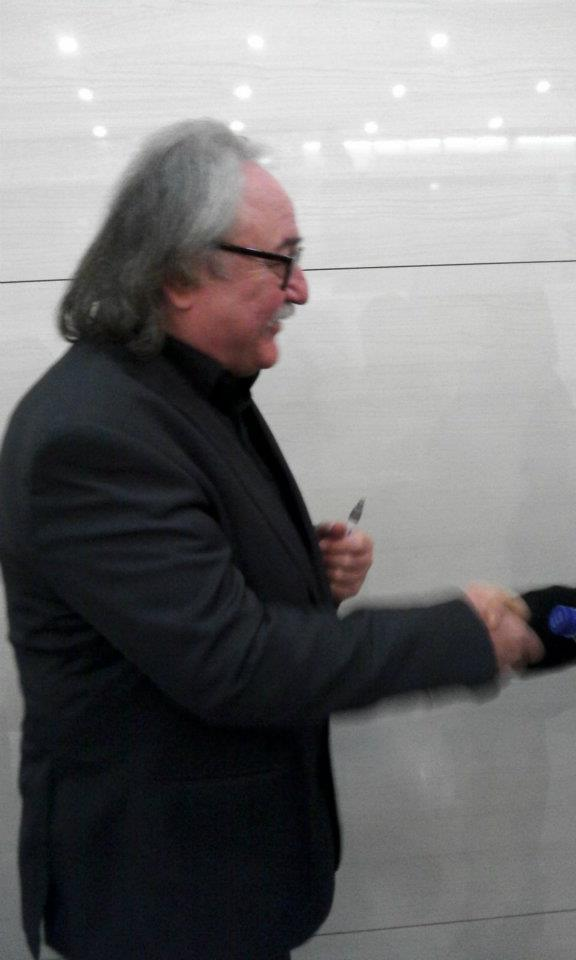
Sylvester Levay (* 1945)

### Levc
- Levcencova, Natalia (* 1977), russisch-moldauische Biathletin
- Levčenko, Jūlija (* 1989), lettische Fußballspielerin
- Levchin, Max (* 1975), amerikanischer Informatiker, Mitgründer von PayPalMax Levchin (* 1975)

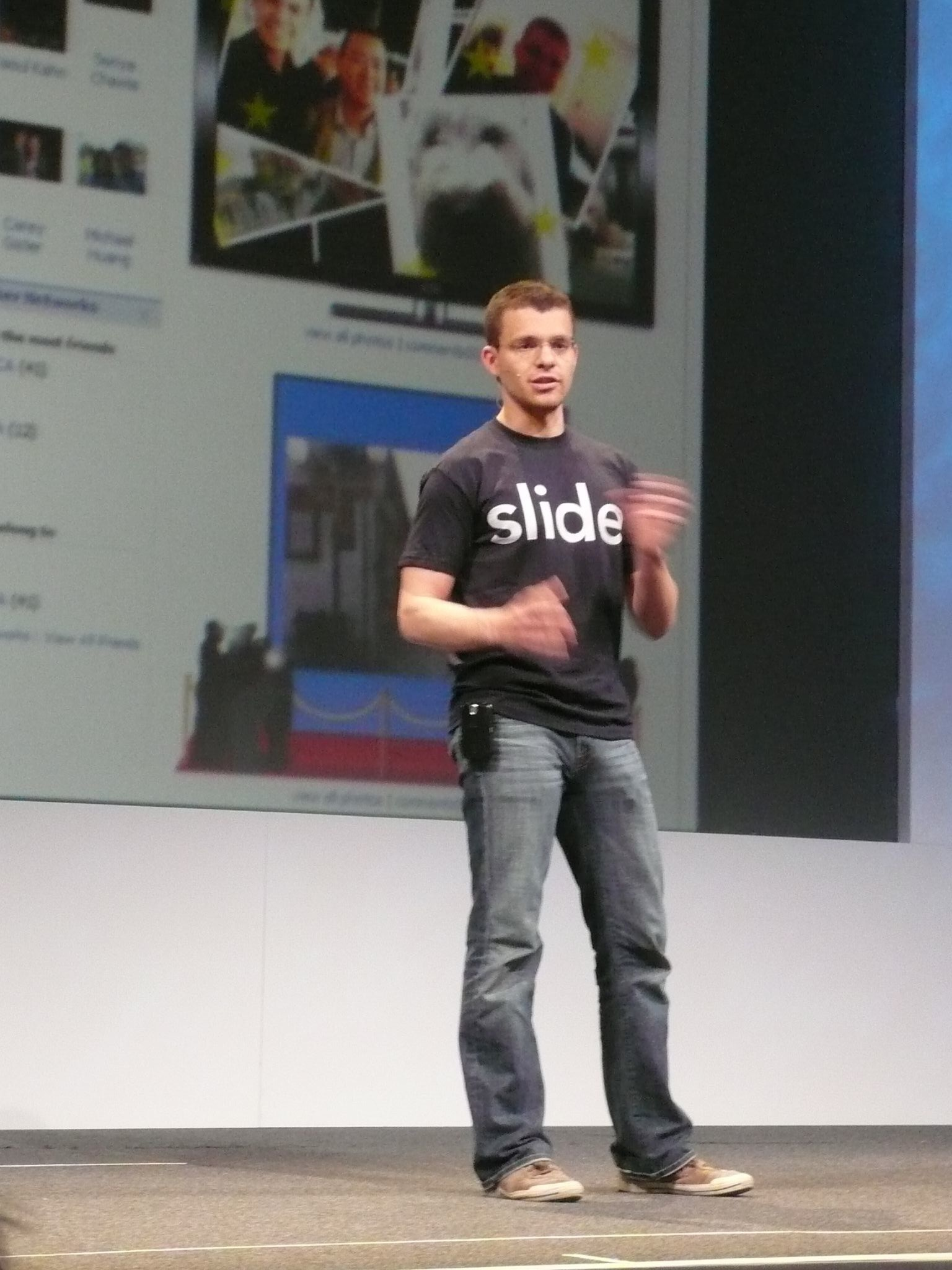
Max Levchin (* 1975)

### Leve
- Levé, Édouard (1965–2007), französischer Schriftsteller, Konzeptkünstler und Fotograf
- Leve, Gijsbert de (1926–2009), niederländischer Mathematiker
- Leve, Laurens († 1508), Staller der Insel Strand
- Leve, Levo, deutscher römisch-katholischer Geistlicher, Domherr in Schleswig und Lübeck und Propst von Eiderstedt (1475–1492)
- Leve, Manfred (1936–2012), deutscher Rechtsanwalt und Künstlerfotograf
- Leveaux, Alphonse (1810–1893), französischer Schriftsteller und Literaturgeschichtler
- Leveaux, Amaury (* 1985), französischer Schwimmer
- Levec, Fran (1846–1916), slowenischer Literaturhistoriker und Schriftsteller
- Levécot, Benjamin (* 1977), französischer Radrennfahrer
- Levedag, Christian (* 1971), deutscher Jurist, Richter am Bundesfinanzhof
- Levedag, Fritz (1899–1951), deutscher bildender Künstler
- Levee, Mike C. (1891–1972), US-amerikanischer Produzent
- Leveelahti, Helena (* 1999), finnische Leichtathletin
- Levegh (1870–1904), französischer Automobilrennfahrer
- Levegh, Pierre (1905–1955), französischer Formel-1-Rennfahrer
- Léveillé, Hector (1863–1918), französischer Botaniker
- Léveillé, Joseph Henri (1796–1870), französischer Arzt, Botaniker und Mykologe
- Léveillé, Michel (* 1981), kanadischer Eishockeyspieler
- Léveillé, Normand (* 1963), kanadischer Eishockeyspieler
- Léveillé, Olivier (* 2001), kanadischer Skilangläufer
- Léveillée, Claude (1932–2011), kanadischer Singer-Songwriter, Komponist und Schauspieler
- Leveilly, Michael (1694–1762), französischer Architekt
- Levein, Craig (* 1964), schottischer Fußballspieler und -trainer
- Level, Léon (1920–1949), französischer Radrennfahrer
- Level, Mathilde (1873–1904), deutsche Opernsängerin (Sopran)
- Leveling, Heinrich Maria von (1766–1828), deutscher Mediziner
- Leveling, Heinrich Palmaz von (1742–1798), deutscher Mediziner
- Leveling, Peter Theodor von (1767–1822), deutscher Mediziner
- Levell, Bryan (* 2003), jamaikanischer Sprinter
- Levels, Calvin (* 1954), US-amerikanischer Schauspieler
- Levels, Janou (* 2000), niederländische Fußballspielerin
- Levels, Tobias (* 1986), deutscher Fußballspieler
- Levelt, Gijs (* 1973), niederländischer Jazz- und Klezmermusiker
- Levelt, Willem (* 1938), niederländischer Psycholinguist
- Leven, Boris (1908–1986), US-amerikanischer Filmarchitekt
- Leven, Bruce (1945–2017), US-amerikanischer Autorennfahrer und Unternehmer
- Leven, Heinrich (1883–1953), deutscher Missionar und römisch-katholischer Bischof
- Leven, Hugo (1874–1956), deutscher Designer
- Leven, Jackie (1950–2011), schottischer Liederkomponist und Folk-Musiker
- Leven, Jeremy (* 1941), US-amerikanischer Drehbuchautor, Regisseur, Produzent und Autor
- Levén, John (* 1963), schwedischer Musiker, Bassist der Rockband EuropeJohn Levén (* 1963)

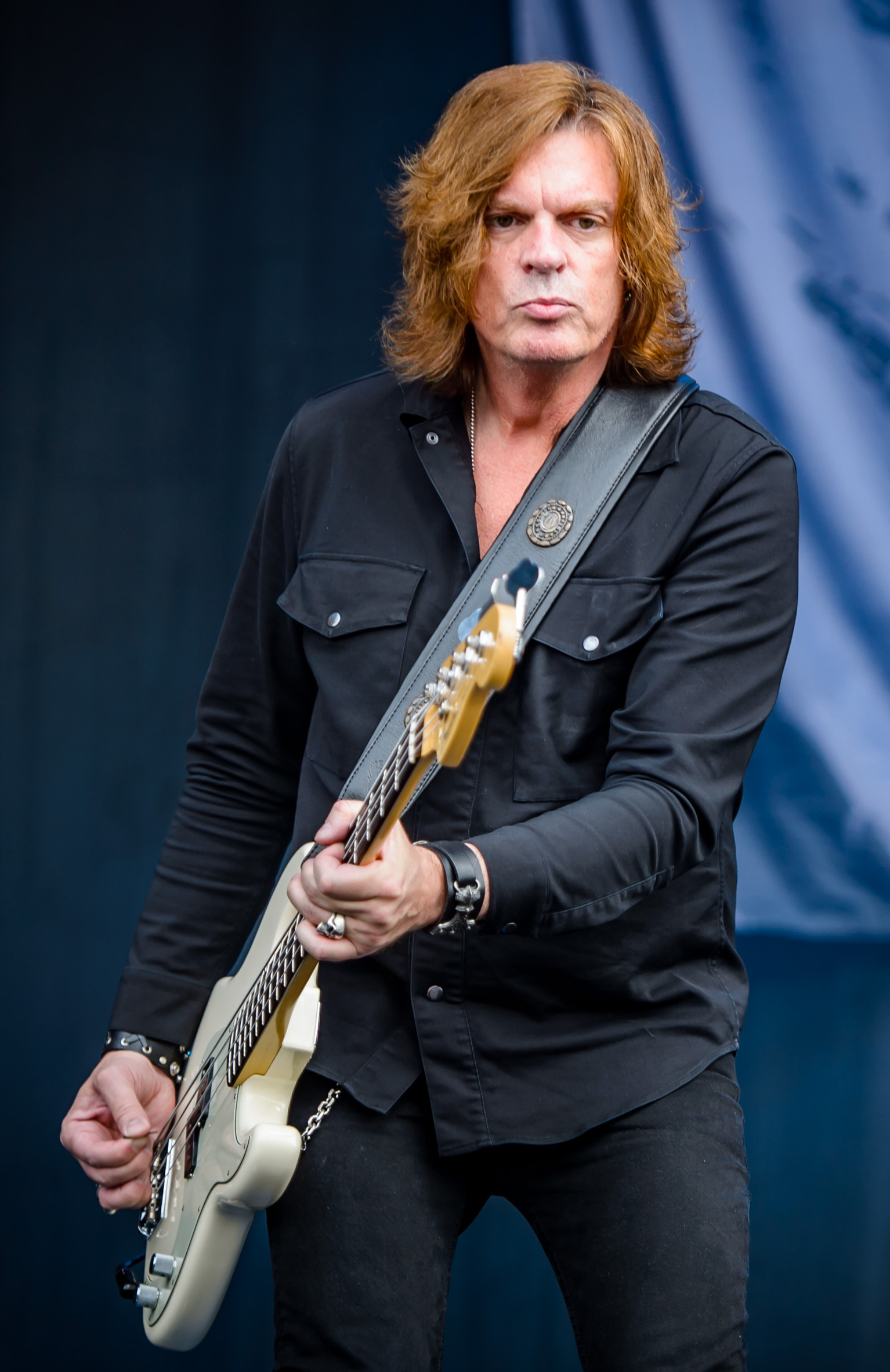
John Levén (* 1963)

- Leven, Karl-Heinz (* 1959), deutscher Medizinhistoriker
- Leven, Luise (1899–1983), deutsche Musikwissenschaftlerin, Musikerin und Musikpädagogin
- Leven, Max (1882–1938), deutscher Politiker (USPD, SPD) und Journalist
- Leven, Narcisse (1833–1915), französischer Jurist und Politiker
- Leven, Regina (* 1957), deutsche Linguistin
- Leven, Stephen Aloysius (1905–1983), US-amerikanischer Geistlicher, Bischof von San Angelo
- Leven, Wilfried (* 1946), deutscher Unternehmer und Professor für Betriebswirtschaftslehre
- Leven, Wilhelm (1867–1929), deutscher Journalist und Politiker, MdL
- Levenaj, Vanesa (* 2001), albanische Fußballspielerin
- Levenberg, Schulamit (* 1969), israelische Biologin und Hochschullehrerin
- Levene, David Samuel (* 1963), britischer Klassischer Philologe
- Levene, Howard (1914–2003), US-amerikanischer Mathematiker und Statistiker
- Levene, John (* 1941), englischer Schauspieler
- Levene, Keith (1957–2022), britischer MusikerKeith Levene (1957–2022)

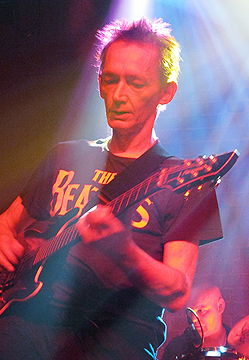
Keith Levene (1957–2022)

- Levene, Peter, Baron Levene of Portsoken (* 1941), britischer Politiker und ehemaliger Lord Mayor of London
- Levene, Phoebus (1869–1940), litauisch-US-amerikanischer Biochemiker
- Levene, Sam (1905–1980), US-amerikanischer Schauspieler
- Lévénez, Sandra (* 1979), französische Triathletin
- Levenko, Andreas (* 1998), österreichischer Tischtennisspieler
- Levenson, Jon D. (* 1949), amerikanischer Alttestamentler, jüdischer Theologe, Hochschullehrer, Autor
- Levenson, Stan (* 1938), kanadischer Sprinter
- Levenspiel, Octave (1926–2017), US-amerikanischer Chemieingenieur
- Levenstad, Malin (* 1988), schwedische Fußballspielerin
- Levenstein, Adolf (1870–1942), deutscher Sozialforscher
- Lēvenšteins, Harijs (1920–1941), lettischer Fußballspieler
- Levent, Alain (1934–2008), französischer Kameramann und Regisseur
- Levent, Haluk (* 1968), türkischer RockmusikerHaluk Levent (* 1968)

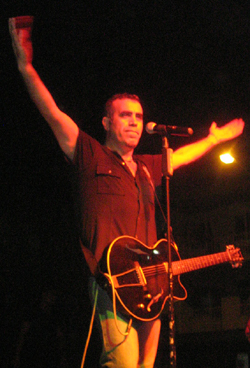
Haluk Levent (* 1968)

- Levent, Tamer (* 1950), türkischer Schauspieler, Regisseur, Schriftsteller und Intendant
- Levente, Mihai (1915–1976), rumänischer Politiker (PCR), Minister und Botschafter
- Leventhal, Harold (1919–2005), US-amerikanischer Musik- und Filmproduzent
- Leventhal, Howard (* 1931), US-amerikanischer Psychologe
- Leventhal, Stan (1951–1995), US-amerikanischer Schriftsteller und Verleger
- Leventis, Nick (* 1980), britischer Autorennfahrer und Rennstallbesitzer
- Leventis, Vasilis (* 1951), griechischer Politiker
- Lévêque, Adélina (1820–1878), haitianische Kaiserin
- Lévêque, Alice (* 1989), französische Handballspielerin
- Levêque, Auguste (1866–1921), belgischer Maler, Dichter und Kunsttheoretiker
- Lévêque, Charles (1818–1900), französischer Philosoph
- Lévêque, Dorian (* 1989), französischer Fußballspieler
- Leveque, Eloy (* 1856), deutsch-französischer Tierarzt und Politiker, MdR
- Lévêque, Gérard (1924–1978), französischer Jazz-Klarinettist, Saxophonist und Arrangeur
- L’Evêque, Henri (1769–1832), Schweizer Maler, Graveur und Radierer
- Lévèque, Jacques (1917–2013), französischer Mittelstreckenläufer und Sprinter
- Leveque, John, US-amerikanischer Tontechniker
- Lévêque, Michel (* 1933), französischer Politiker und Diplomat, Staatsminister von Monaco und Botschafter
- Lévêque, Nicole (* 1951), französische Langstreckenläuferin
- LeVeque, William (1923–2007), US-amerikanischer Mathematiker
- Lever, Asbury Francis (1875–1940), US-amerikanischer Politiker
- Lever, Don (* 1952), kanadischer Eishockeyspieler, -trainer und -scout
- Lever, Fat (* 1960), US-amerikanischer Basketballspieler
- Lever, Hardman (1869–1947), britischer Wirtschaftsprüfer und Politiker der Liberal Party
- Lever, Harold, Baron Lever of Manchester (1914–1995), britischer Politiker (Labour), Mitglied des House of Commons
- Lever, Hayley (1876–1958), australisch-amerikanischer Maler, Radierer, Dozent und Kunstlehrer
- Lever, Janet (* 1946), US-amerikanische Soziologin
- Lever, Johnny, indischer Schauspieler und KomikerJohnny Lever

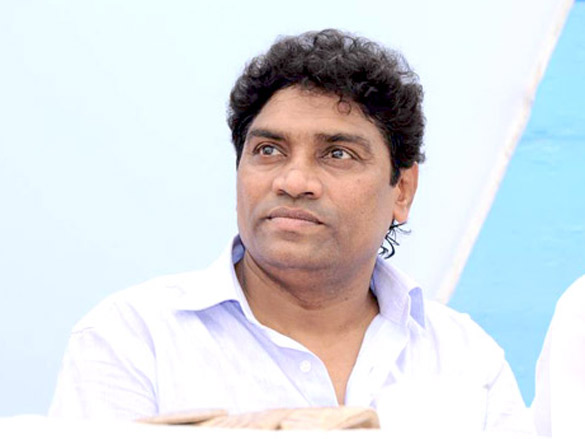
Johnny Lever

- Lever, Leslie, Baron Lever (1905–1977), britischer Politiker (Labour), Mitglied des House of Commons und Rechtsanwalt
- Lever, Maurice (1935–2006), französischer Romanist und Literaturwissenschaftler
- Lever, Mavis (1921–2013), britische Kryptoanalytikerin und Autorin
- Lever, Paul (* 1944), britischer Diplomat
- Lever, Peter (1940–2025), englischer Cricketspieler
- Lever, Philip, 3. Viscount Leverhulme (1915–2000), britischer Peer und Politiker (Conservative Party)
- Lever, William, 1. Viscount Leverhulme (1851–1925), britischer Chemieindusrieller und Politiker
- Lever, William, 2. Viscount Leverhulme (1888–1949), britischer Unternehmer und Adeliger
- Leverd, Jeanne-Émilie (1788–1843), französische Schauspielerin
- Leverdez, Brice (* 1986), französischer Badmintonspieler
- Levere, Trevor H. (1944–2022), britischer Wissenschaftshistoriker
- Leverenz, Amy (* 1951), US-amerikanische Sängerin
- Leverenz, Bernhard (1909–1987), deutscher Politiker (FDP), MdL, Landesminister in Schleswig-Holstein
- Leverenz, Caitlin (* 1991), US-amerikanische Schwimmerin
- Leverenz, Fritz (* 1941), deutscher Schriftsteller
- Leverett, George (1883–1968), US-amerikanischer Tontechniker
- Leverett, John (1616–1679), englischer Magistrat der Kolonialregierung, Kaufmann, Soldat und Gouverneur der Massachusetts Bay Colony
- Leverett, Thomas (1765–1833), US-amerikanischer Politiker
- Levering, Kate (* 1979), US-amerikanische Schauspielerin
- Levering, Robert W. (1914–1989), US-amerikanischer Politiker
- Leveringhaus, Tobias (* 1982), deutscher Filmproduzent
- Leveringhaus, Torsten (* 1978), deutscher Politiker (Bündnis 90/Die Grünen)
- Leverkuehn, Paul (1893–1960), deutscher Politiker (CDU), MdB, MdEP
- Leverkühn, August (1861–1927), deutscher Jurist, Abgeordneter und Autor
- Leverkühn, Carl (1823–1906), deutscher Geheimer Rat und Pädagoge
- Leverkühn, Paul (1867–1905), deutscher Ornithologe
- Leverkühne, Silke (* 1953), deutsche Malerin
- Leverkus, Alfred (* 1873), deutscher Chemieunternehmer
- Leverkus, Carl (1804–1889), deutscher Chemieunternehmer
- Leverkus, Ernst (1922–1998), deutscher Motorradjournalist
- Leverkus, Martin (1965–2016), deutscher Mediziner und Hochschullehrer
- Leverkus, Otto (1856–1934), deutscher Chemieunternehmer
- Leverkus, Otto junior (1883–1957), deutscher Chemieunternehmer
- Leverkus, Wilhelm (1808–1870), deutscher Archivar und Politiker
- Levermann, Anders (* 1973), deutscher KlimawissenschaftlerAnders Levermann (* 1973)

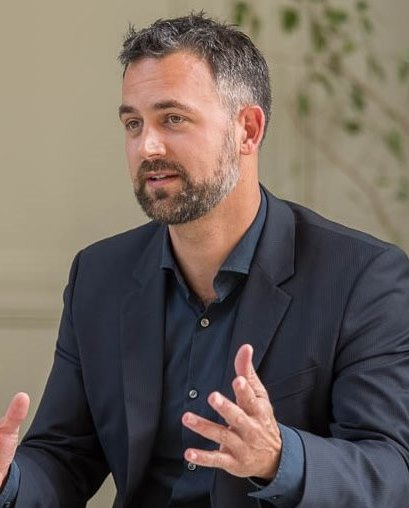
Anders Levermann (* 1973)

- Levermann, Fritz (1920–1992), deutscher Politiker
- Levermann, Paula (1870–1942), deutsche Theater- und Stummfilmschauspielerin
- Levermann, Susan (* 1975), deutsche Autorin
- Levers, Rudolf (1915–1989), Schweizer Illustrator und Graphiker
- Leverson, Ada (1862–1933), englische Schriftstellerin
- LeVert, Caris (* 1994), US-amerikanischer Basketballspieler
- Levert, Eddie (* 1942), US-amerikanischer Soulsänger
- Levert, Gerald (1966–2006), US-amerikanischer R&B-Sänger
- Levert, Léopold (1819–1882), französischer Maler, Zeichner, Radierer und Designer
- Levert, Sean (1968–2008), US-amerikanischer Contemporary-R&B-Sänger
- Levertin, Oscar (1862–1906), schwedischer Schriftsteller
- Levertoff, Paul Philip (1878–1954), protestantischer Theologe
- Leverton, Bertha (1923–2020), deutsche Autorin und Gründerin des Vereins Reunion of Kindertransport
- Leverton, Linda (* 1987), australische Dreispringerin
- Levertov, Denise (1923–1997), US-amerikanische Dichterin
- Leveson, Nancy, US-amerikanische Ingenieurin und Informatikerin
- Leveson-Gower, Elizabeth, Duchess of Sutherland (1765–1839), britische Adlige und Großgrundbesitzerin
- Leveson-Gower, George, 1. Duke of Sutherland (1758–1833), britischer Adliger, Politiker und Diplomat
- Leveson-Gower, Granville, 1. Earl Granville (1773–1846), britischer Staatsmann und Diplomat
- Leveson-Gower, Granville, 1. Marquess of Stafford (1721–1803), britischer Politiker
- Leveson-Gower, Granville, 2. Earl Granville (1815–1891), britischer Politiker, Mitglied des House of Commons, Außen- und Kolonialminister
- Leveson-Gower, John, 1. Baron Gower (1675–1709), britischer Politiker
- Leveson-Gower, John, 1. Earl Gower (1694–1754), britischer Politiker
- Levesque de La Ravalière, Pierre-Alexandre (1697–1762), französischer Historiker, Romanist und Mediävist
- Levesque de Laferrière, Louis Marie (1776–1834), General der Französischen Revolution und des Ersten Kaiserreichs
- Levesque, Annik (* 1979), kanadische Biathletin
- Levesque, Chris (* 1980), kanadischer Eishockeytorwart
- Levesque, Elyse (* 1985), kanadische SchauspielerinElyse Levesque (* 1985)

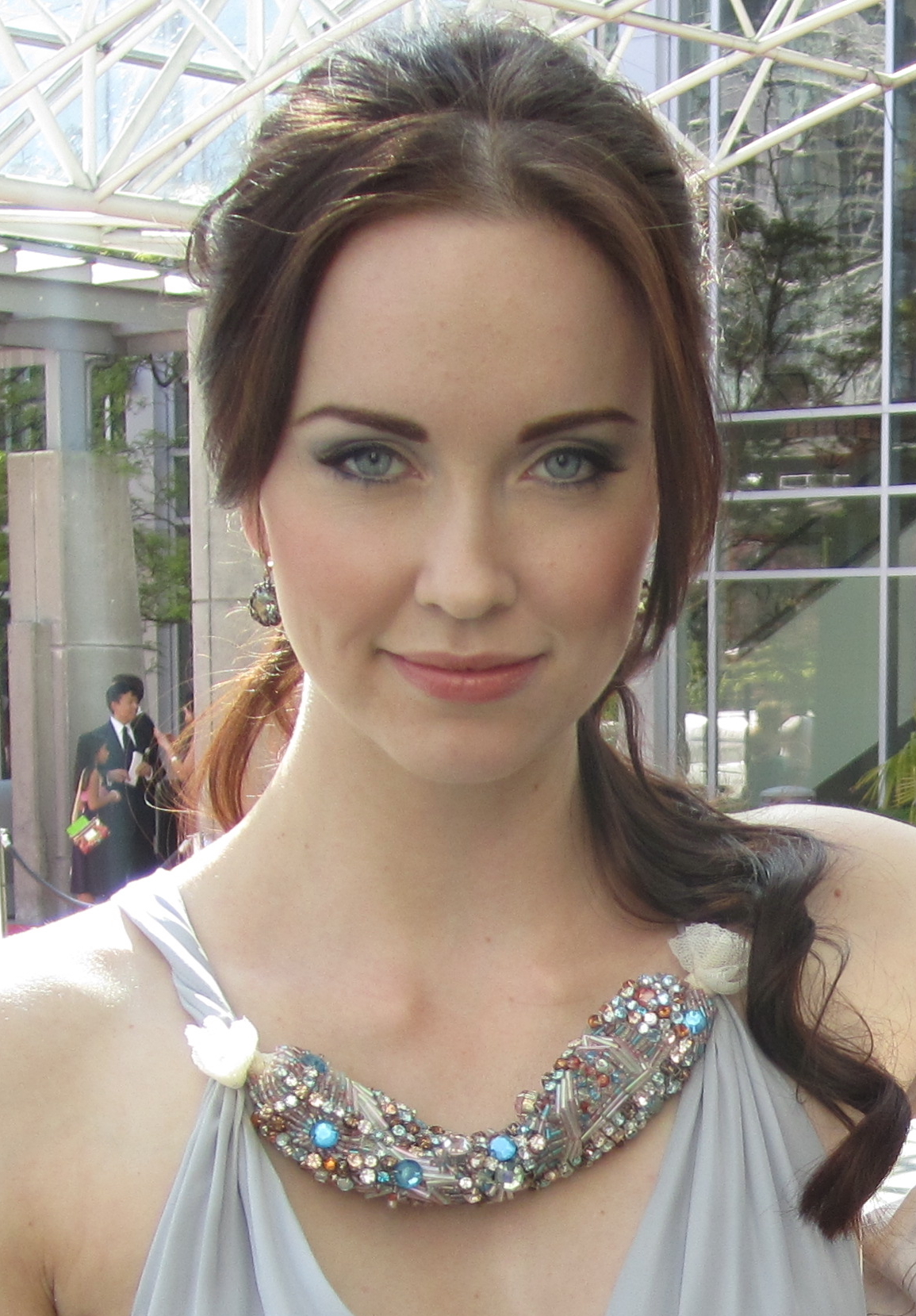
Elyse Levesque (* 1985)

- Levesque, Hector (* 1951), kanadischer Informatiker
- Lévesque, Louis (1908–1998), kanadischer Geistlicher und römisch-katholischer Erzbischof von Rimouski
- Levesque, Michel (1943–2010), US-amerikanischer Filmregisseur und Szenenbildner
- Levesque, Pierre-Charles (1736–1812), französischer Autor und Übersetzer
- Lévesque, René (1922–1987), kanadischer Politiker
- Levesque, Suzanne (* 1983), US-amerikanische Künstlerin
- Levet, Antoine (1818–1891), französischer Rosenzüchter
- Levet, Damien (* 2001), französischer Biathlet
- Levet, Sandrine (* 1982), französische Sportkletterin
- Levet, Thomas (* 1968), französischer Golfsportler
- Levete, Amanda (* 1955), britische Architektin
- Levett, Oswald (1884–1942), österreichischer Schriftsteller, Rechtsanwalt und Übersetzer
- Levetus, Amelia Sarah (1853–1938), britisch-österreichische Kunsthistorikerin
- Levetzau, Albrecht Philip von (1744–1817), deutsch-dänischer Verwaltungsjurist und Diplomat
- Levetzau, Joachim Godsche von (1782–1859), deutsch-dänischer Verwaltungsjurist, Diplomat und Hofbeamter
- Levetzau, Theodosius (1742–1817), dänischer Stiftsamtmann, Träger des Dannebrogordens und Landrat der Herrschaft Pinneberg
- Levetzau, Werner von (1822–1899), schleswig-holsteinischer Verwaltungsjurist in dänischen und preußischen Diensten
- Levetzau, Wilhelm von (1820–1888), dänischer Amtmann
- Levetzow, Albert von (1827–1903), deutscher Politiker (DNVP), MdR
- Levetzow, Albrecht Ludwig Joachim Friedrich von (1809–1889), Verwaltungsjurist und Präsident der lauenburgischen Landesversammlung
- Levetzow, Alexander von (1786–1861), preußischer Domherr, Offizier und Gutsbesitzer
- Levetzow, Amalie von (1788–1868), Mutter von Ulrike von Levetzow (letzte Liebe von Goethe)
- Levetzow, Cornelia von (1836–1921), dänische Schriftstellerin
- Levetzow, Dieter von (* 1925), deutscher Maler, Bildhauer und Medailleur
- Levetzow, Dietrich Wilhelm von (1786–1849), deutsch-dänischer Beamter, Autor und Übersetzer
- Levetzow, Ferdinand von (1820–1900), deutscher Postbeamter, schleswig-holsteinischer Offizier, Autor und Erfinder
- Levetzow, Friedrich Ferdinand von (1802–1884), schleswig-holsteinischer Verwaltungsjurist in dänischen Diensten, Landvogt auf Fehmarn, Vertreter in der holsteinischen Ständeversammlung und Gutsbesitzer
- Levetzow, Hans Christoph Diederich Victor von (1754–1829), schleswig-holsteinischer Verwaltungsjurist in dänischen Diensten
- Levetzow, Hulda von (1863–1947), deutsche Autorin
- Levetzow, Joachim Otto Ulrich von (1777–1843), mecklenburgisch-schwerinscher Hofbeamter
- Levetzow, Joachim von (1859–1933), preußischer Offizier, Gutsbesitzer, oldenburgischer Landtagsabgeordneter und Verbandsfunktionär
- Levetzow, Karl Michael von (1871–1945), Autor und Librettist
- Levetzow, Magnus von (1871–1939), deutscher Konteradmiral, Politiker (NSDAP), MdR und PolizeibeamterMagnus von Levetzow (1871–1939)

Magnus von Levetzow (1871–1939)

- Levetzow, Theodor Diederich von (1801–1869), deutscher Verwaltungsjurist
- Levetzow, Theodor von (1843–1902), deutscher Marineoffizier, zuletzt Kapitän zur See
- Levetzow, Ulrike von (1804–1899), deutsche Freiin, letzte Liebe des Johann Wolfgang von GoetheUlrike von Levetzow (1804–1899)

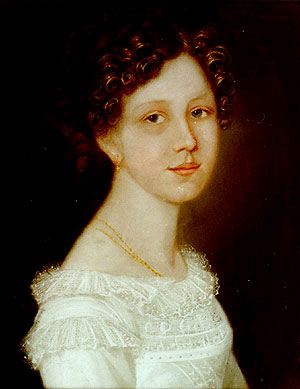
Ulrike von Levetzow (1804–1899)

- Levey, Andrew Simon (* 1950), US-amerikanischer Nephrologe
- Levey, Martin (1913–1970), US-amerikanischer Chemiehistoriker
- Levey, Michael (1927–2008), britischer Kunsthistoriker
- Levey, Solomon (1794–1833), australischer Siedler und einer der ersten Landeigentümer in Western Australia
- Levey, Stan (1926–2005), US-amerikanischer Jazzschlagzeuger
- Levey, Stuart A., erste Under Secretary for Terrorism and Financial Intelligence im United States Department of the Treasury
- Levezow, Konrad (1770–1835), deutscher Klassischer Archäologe, Dichter und Autor

### Levi
- Levi, Amoräer
- Levi ben Gershon (1288–1344), jüdischer Mathematiker, Philosoph, Astronom und Talmud-Gelehrter
- Levi Bianchini, Marco (1875–1961), italienischer Arzt und Psychoanalytiker
- Levi Jizchak von Berditschew (1740–1810), chassidischer Rabbiner und Zaddik
- Levi Sandri, Lionello (1910–1991), italienischer Europapolitiker (PSI)
- Levi von Bonn, Hoffaktor am Hof von Kurköln
- Levi, Ahto (1931–2006), russisch-estnischer Schriftsteller
- Levi, Alda (1890–1950), italienische Klassische Archäologin
- Levi, Amir (* 1977), israelischer Badmintonspieler
- Levi, Angelika (* 1961), deutsche Filmregisseurin, Kamerafrau, Filmeditorin und Videokünstlerin
- Levi, Arrigo (1926–2020), italienischer Journalist, Schriftsteller und TV-Moderator
- Levi, Artur (1922–2007), deutscher Hochschullehrer und Oberbürgermeister
- Levi, Behrend († 1666), jüdischer Kaufmann und Steuereintreiber
- Levi, Benedikt (1806–1899), deutscher Rabbiner
- Levi, Beppo (1875–1961), italienischer Mathematiker
- Levi, Carlo (1902–1975), italienischer Schriftsteller, Maler und PolitikerCarlo Levi (1902–1975)

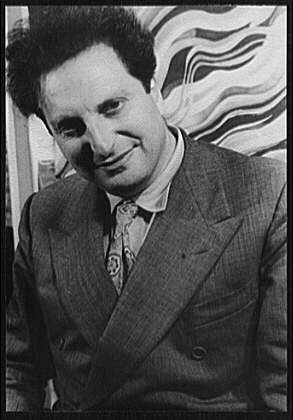
Carlo Levi (1902–1975)

- Levi, David (* 1994), US-amerikanischer Musiker und Schauspieler
- Levi, Deborah (* 1997), deutsche Bobsportlerin
- Levi, Doro (1898–1991), italienischer Archäologe, Direktor der Scuola Archeologica Italiana di Atene
- Levi, Edward H. (1911–2000), US-amerikanischer Jurist, Politiker (Republikanische Partei) und Justizminister (Attorney General)
- Lévi, Éliphas (1810–1875), französischer Magier und okkultischer Schriftsteller
- Lévi, Éric (* 1955), französischer Musiker
- Levi, Erik (* 1949), britischer Musikwissenschaftler
- Levi, Eugenio Elia (1883–1917), italienischer Mathematiker, Physiker und Hochschullehrer
- Levi, Ezio (1884–1941), italienischer Romanist, Hispanist und Jazzpianist
- Levi, Franco (1914–2009), italienischer Bauingenieur
- Levi, Friedrich Wilhelm (1888–1966), deutscher Wissenschaftler
- Levi, Galit (* 1971), israelische Modedesignerin
- Levi, Gerson († 1839), Rabbiner
- Levi, Giovanni (* 1939), italienischer Historiker
- Levi, Giuseppe (1872–1965), italienischer Mediziner
- Levi, Guido (1896–1986), italienischer Antifaschist
- Levi, Hagai (* 1963), israelischer Regisseur, Produzent, Drehbuchautor und Filmkritiker
- Levi, Hans Wolfgang (1924–2017), deutscher Kernchemiker
- Levi, Herbert Walter (1921–2014), deutschamerikanischer Arachnologe
- Levi, Hermann (1839–1900), deutscher OrchesterdirigentHermann Levi (1839–1900)

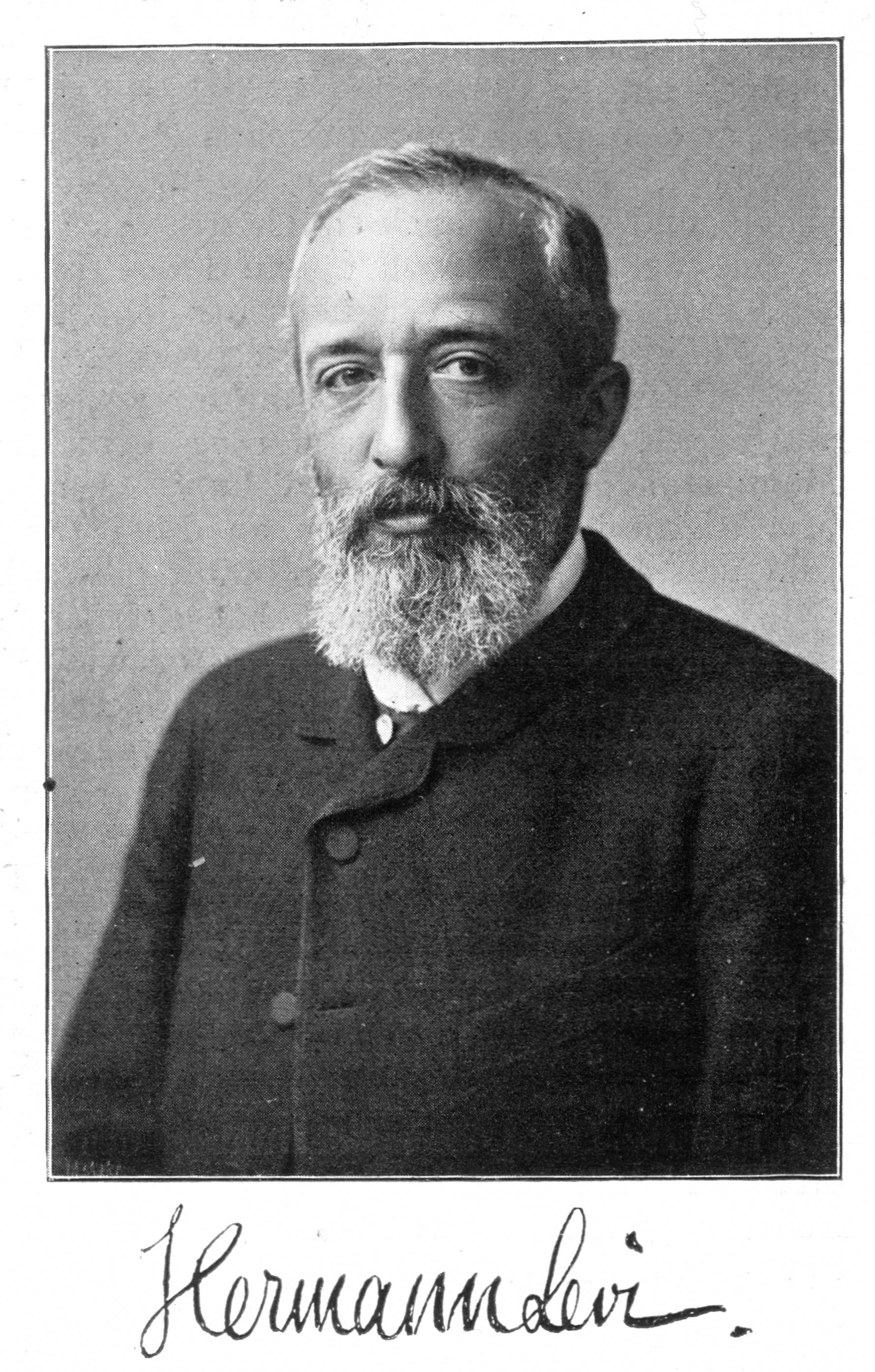
Hermann Levi (1839–1900)

- Levi, Hilde (1909–2003), deutsch-dänische Physikerin
- Levi, Howard (1916–2002), US-amerikanischer Mathematiker und Mathematikdidaktiker
- Levi, Ijahman (* 1946), jamaikanischer Reggae-Musiker
- Levi, James (* 1942), US-amerikanischer Jazz-Schlagzeuger und Perkussionist
- Levi, Joel (1938–2014), israelischer Rechtsanwalt
- Levi, Jonathan (* 1996), schwedischer Fußballspieler
- Levi, Joseph (1865–1930), deutscher Rabbiner
- Levi, Karl, deutscher Fußballspieler und -funktionär sowie Leichtathlet
- Levi, Leopold (1870–1968), US-amerikanischer Fabrikant sowie Verbandsfunktionär deutsch-jüdischer Herkunft
- Levi, Margaret (* 1947), US-amerikanische Politikwissenschaftlerin
- Levi, Mario (1957–2024), türkischer Autor und Journalist
- Levi, Max (1863–1912), deutscher Bildhauer
- Levi, Max (1868–1925), deutscher Kaufmann in der Schuhbranche
- Levi, Mayer (1814–1874), deutscher Chasan (erste Kantorengeneration)
- Levi, Mica (* 1987), britische Person der Musik und KompositionMica Levi (* 1987)

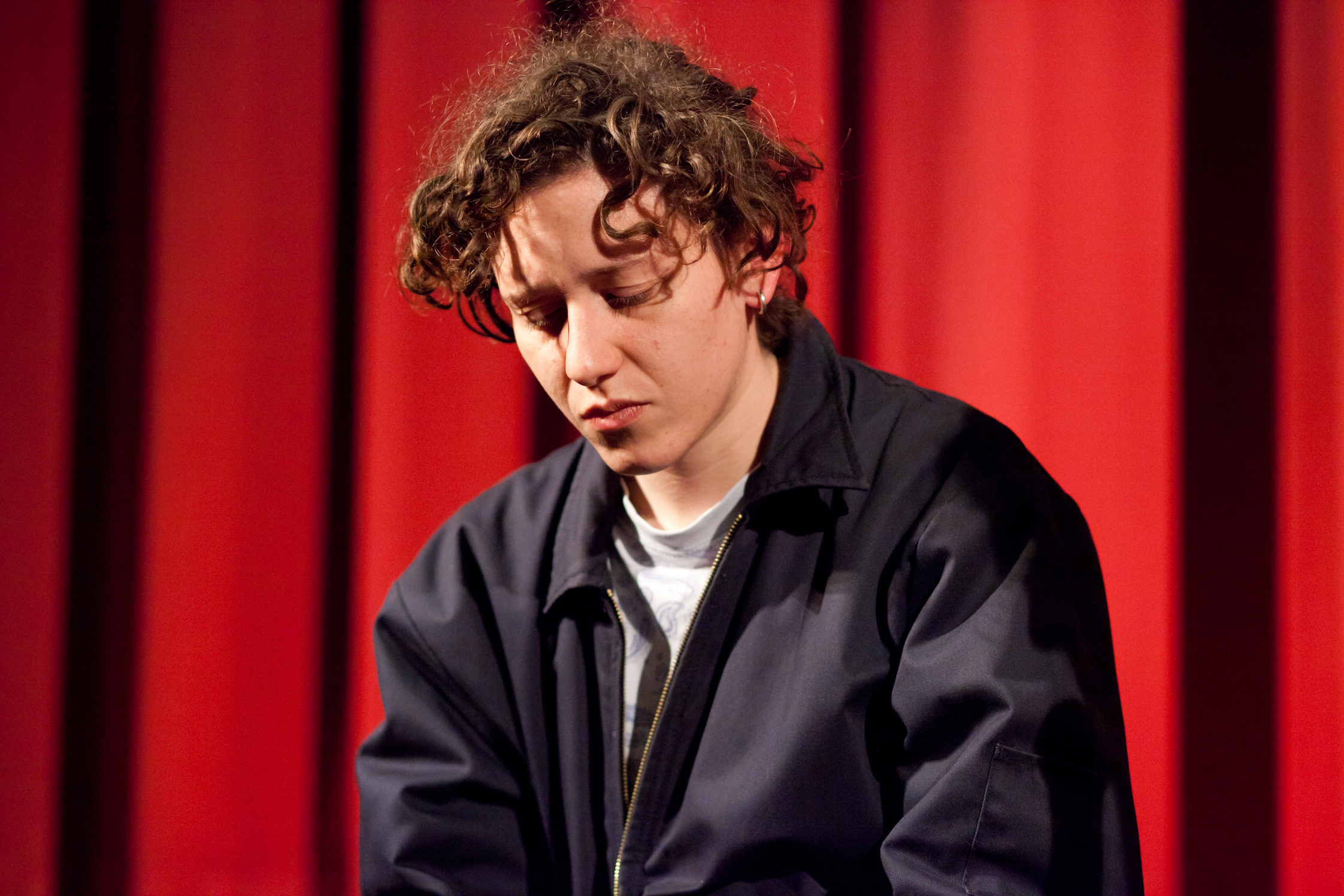
Mica Levi (* 1987)

- Levi, Michael (* 1948), britischer Kriminologe und Hochschullehrer
- Levi, Moritz (1857–1942), US-amerikanischer Romanist deutscher Herkunft
- Levi, Moses (1873–1938), deutscher Jurist
- Levi, Mozus (* 1910), lettischer Fußballspieler
- Levi, Noel (* 1942), papua-neuguineischer Politiker und Diplomat
- Levi, Paolo (1919–1989), italienischer Dramatiker und Drehbuchautor
- Levi, Paul (1883–1930), deutscher Rechtsanwalt und Politiker (KPD, USPD, SPD), MdR
- Levi, Paul (1944–2024), deutscher Informatiker, Autor und Hochschullehrer
- Levi, Peter (1931–2000), englischer Schriftsteller, Dichter, Archäologe, Wissenschaftler
- Levi, Primo (1919–1987), italienischer Chemiker, Partisan und SchriftstellerPrimo Levi (1919–1987)

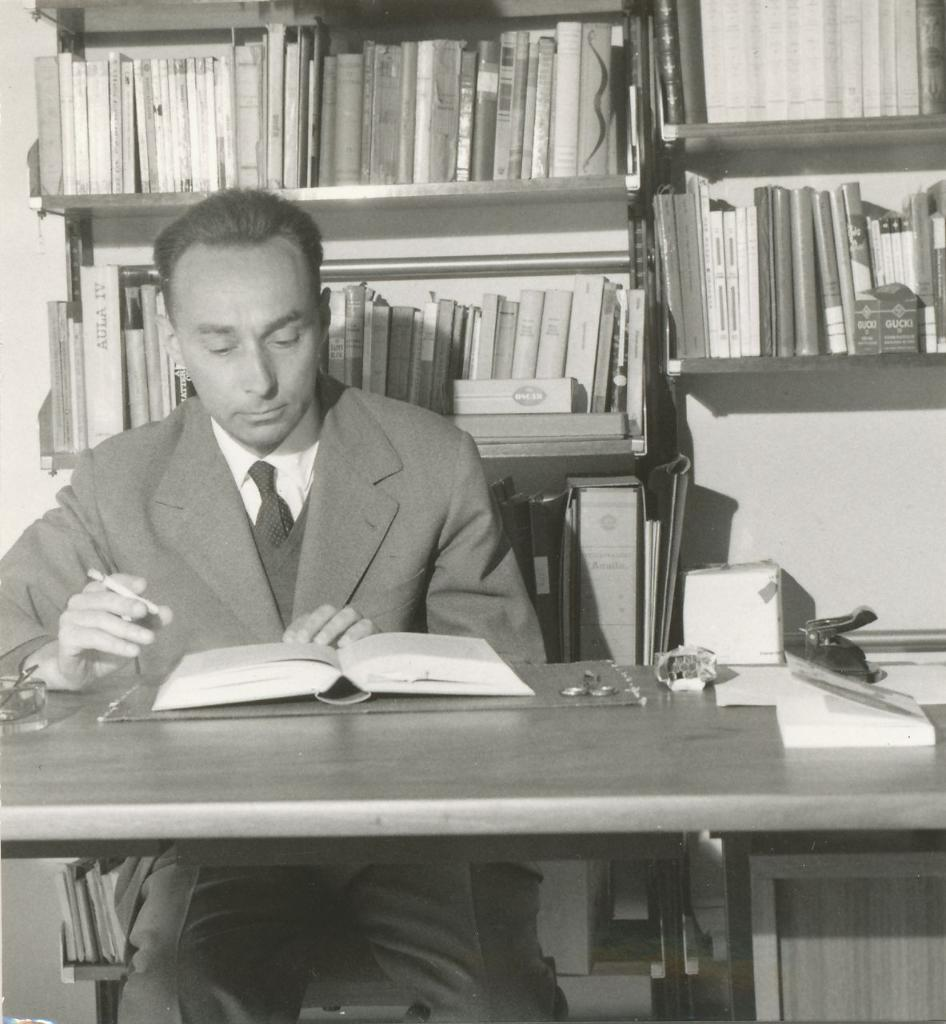
Primo Levi (1919–1987)

- Levi, Rafael (1685–1779), deutscher Mathematiker, Astronom, Naturphilosoph, Autor und Pädagoge, Schüler von Gottfried Wilhelm Leibniz
- Levi, Renée (* 1960), Schweizer Künstlerin
- Levi, Riso (1866–1952), britischer Sachbuchautor
- Levi, Robert (1921–2002), Schweizer Jurist
- Levi, Romano (1928–2008), italienischer Künstler und Grappaproduzent
- Levi, Sali (1883–1941), letzter Rabbiner der alten jüdischen Gemeinde in Mainz
- Levi, Samuel, Großrabbiner in Konstantinopel (1717–1720)
- Levi, Samuel (1751–1813), Großrabbiner im Département Mont-Tonnerre
- Levi, Shira (* 1997), israelische Schauspielerin
- Levi, Shirli (* 1996), israelische Schauspielerin
- Levi, Shmuel (1884–1966), israelischer Maler
- Lévi, Sylvain (1863–1935), französischer Indologe
- Levi, Tamara J., US-amerikanische Historikerin
- Levi, Werner (1912–2005), deutsch-amerikanischer Politikwissenschaftler
- Levi, Yehuda (* 1979), israelischer Schauspieler, Musiker und Model
- Levi, Yoel (* 1950), israelischer Musiker und Dirigent
- Levi, Yonit (* 1977), israelische Nachrichtensprecherin, Fernsehmoderatorin und Journalistin
- Levi, Zachary (* 1980), US-amerikanischer SchauspielerZachary Levi (* 1980)

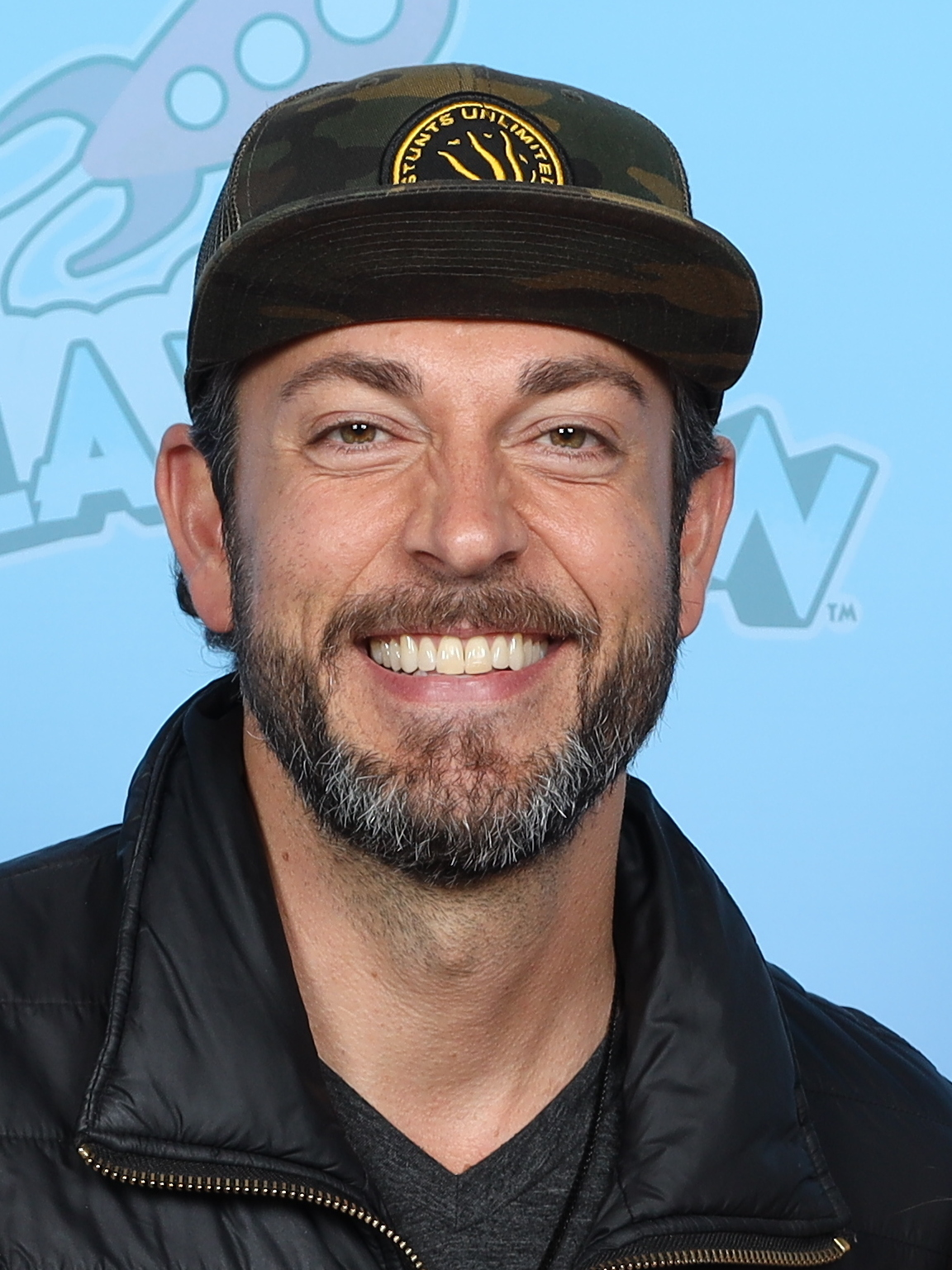
Zachary Levi (* 1980)

- Levi-Civita, Tullio (1873–1941), italienischer Mathematiker
- Levi-Montalcini, Paola (1909–2000), italienische Malerin, Bildhauerin und Grafikerin
- Levi-Montalcini, Rita (1909–2012), italienisch-amerikanische Neurobiologin
- Levi-Mühsam, Else (1910–2004), israelische Bibliothekarin
- Lévi-Provençal, Évariste (1894–1956), französischer Mediävist, Orientalist, Arabist und Islamwissenschaftler
- Levi-Setti, Riccardo (1927–2018), US-amerikanischer Physiker und Paläontologe
- Lévi-Strauss, Claude (1908–2009), französischer Ethnologe, Anthropologe und AutorClaude Lévi-Strauss (1908–2009)

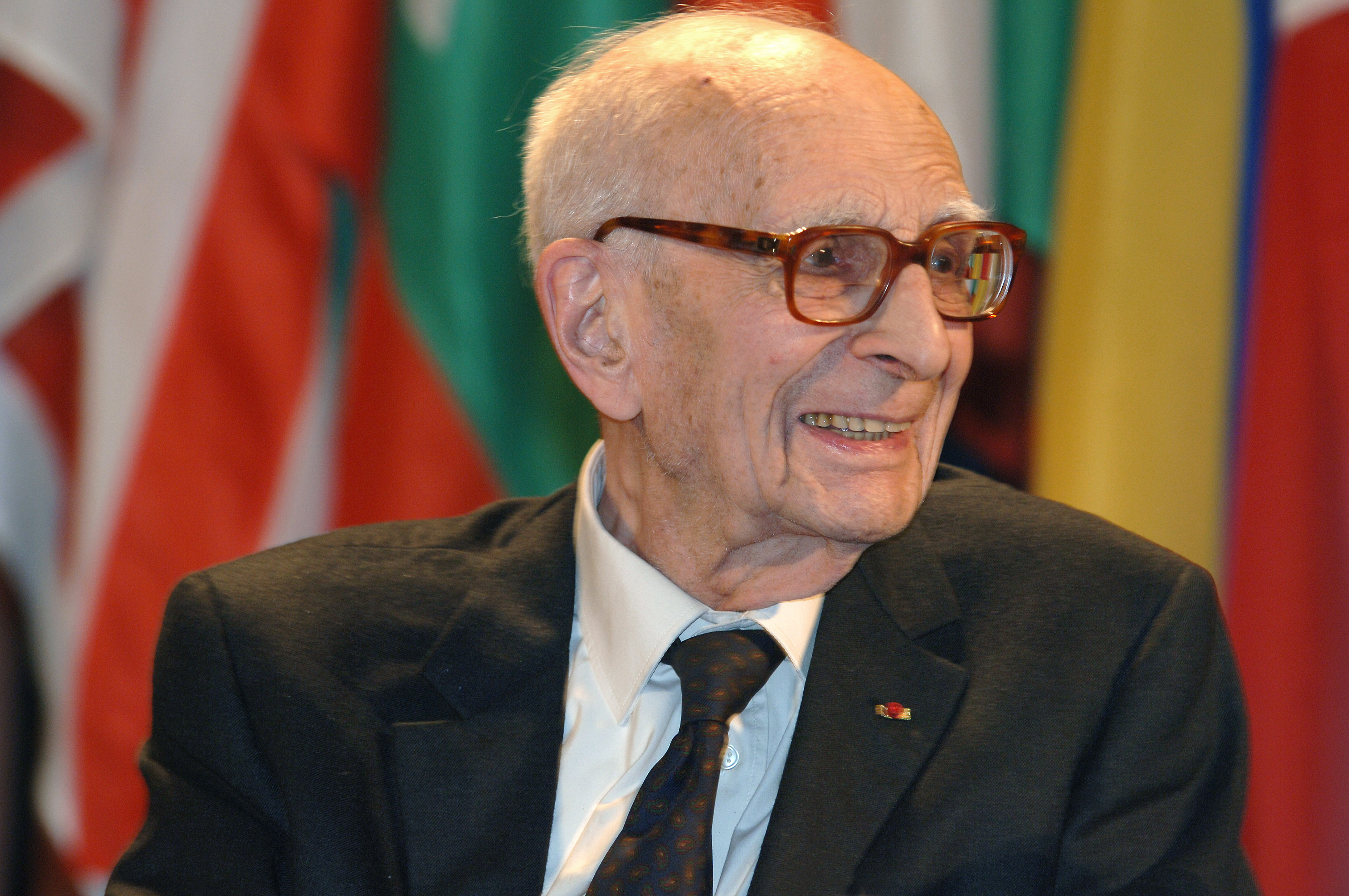
Claude Lévi-Strauss (1908–2009)

- Lévi-Strauss, Monique (* 1926), belgisch-französische Schriftstellerin

#### Levia
- Levias, Caspar (1860–1934), amerikanischer Orientalist und Hebraist

#### Levic
- Levich, Benjamin (1917–1987), sowjetisch-amerikanischer Physikochemiker
- Levick, Barbara (1931–2023), britische Althistorikerin
- Levick, George Murray (1876–1956), britischer Arzt und Antarktik-Forscher
- Levick, Ruby (1871–1940), walisische Bildhauerin und Medailleurin
- Levickis, Martynas (* 1990), litauischer Akkordeonspieler
- Levickis, Zigmas (* 1949), litauischer Richter

#### Levid
- Levidis, Dimitrios (1886–1951), griechischer Komponist
- Levidis, Nikolaos (* 1868), griechischer Sportschütze

#### Levie
- Levié, Alain (* 1938), französischer Autorennfahrer
- Levie, Elka de (1905–1979), niederländische Kunstturnerin
- Levie, Françoise (* 1940), belgische Filmproduzentin, -regisseurin und -autorin
- Levié, Heinz (1910–1983), deutscher Rechtsanwalt, Oberregierungsrat, Bürgermeister von Nürnberg und Unternehmer
- Levie, Maurits de (* 1890), niederländischer Unterhaltungskünstler
- Levie, Michel (1851–1939), belgischer Politiker
- Levie, Werner (1903–1945), niederländischer jüdischer Verbandspolitiker
- Levien, Max (1885–1937), deutsch-russischer Kommunist und Protagonist der Münchner Räterepublik
- Levien, Meredith Kopit (* 1971), US-amerikanische Medienmanagerin
- Levien, Sonya (1895–1960), US-amerikanische Drehbuchautorin russischer Herkunft
- LeVier, Tony (1913–1998), US-amerikanischer Testpilot
- Leviev, Simon (* 1990), israelischer Hochstapler
- Levieva, Margarita (* 1980), US-amerikanische SchauspielerinMargarita Levieva (* 1980)

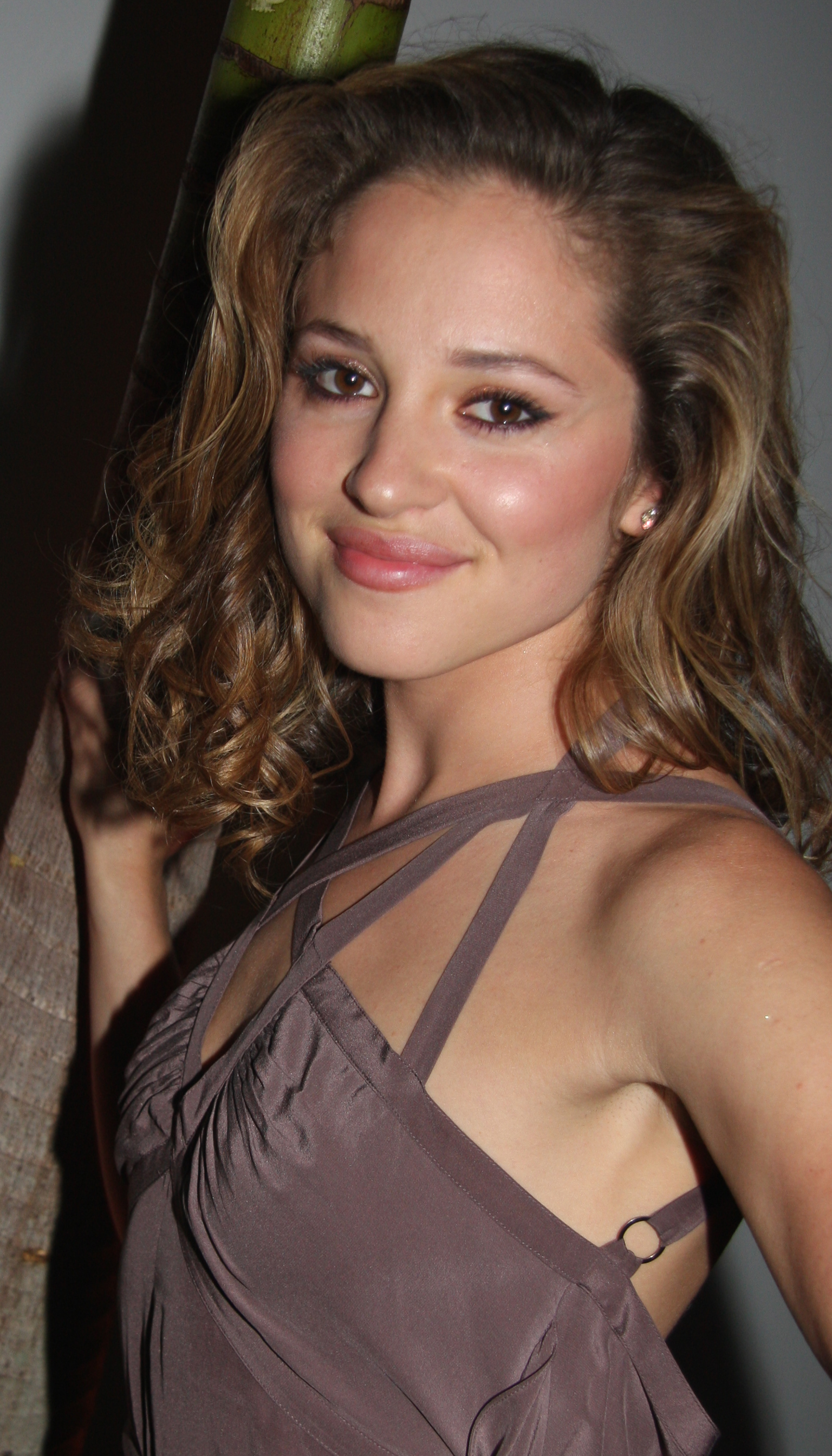
Margarita Levieva (* 1980)

#### Levil
- Levillier, Roberto (1881–1969), argentinischer Historiker und Diplomat

#### Levin
- Levin Liam (* 1999), deutscher Schauspieler
- Levin, Alan (1926–2006), US-amerikanischer Journalist und Dokumentarfilmer
- Levin, Andy (* 1960), US-amerikanischer Anwalt, Unternehmer und Politiker
- Levin, Anne, deutsche Pädagogische Psychologin, Didaktikerin und Hochschullehrerin
- Levin, August (1895–1967), deutscher Politiker (KPD), Spanienkämpfer und Widerstandskämpfer gegen den Nationalsozialismus
- Levin, Ben (* 1987), US-amerikanischer Schauspieler und Synchronsprecher
- Levin, Camille (* 1990), US-amerikanische Fußballspielerin
- Levin, Carl (1934–2021), US-amerikanischer Politiker
- Levin, Carl Herman (1816–1883), schwedischer Pfarrer und Autor
- Levin, Charles (1949–2019), US-amerikanischer Schauspieler
- Levin, Charles de († 1592), militärischer Befehlshaber im Achtzigjährigen Krieg
- Levin, Christoph (* 1950), evangelischer Theologe und Alttestamentler

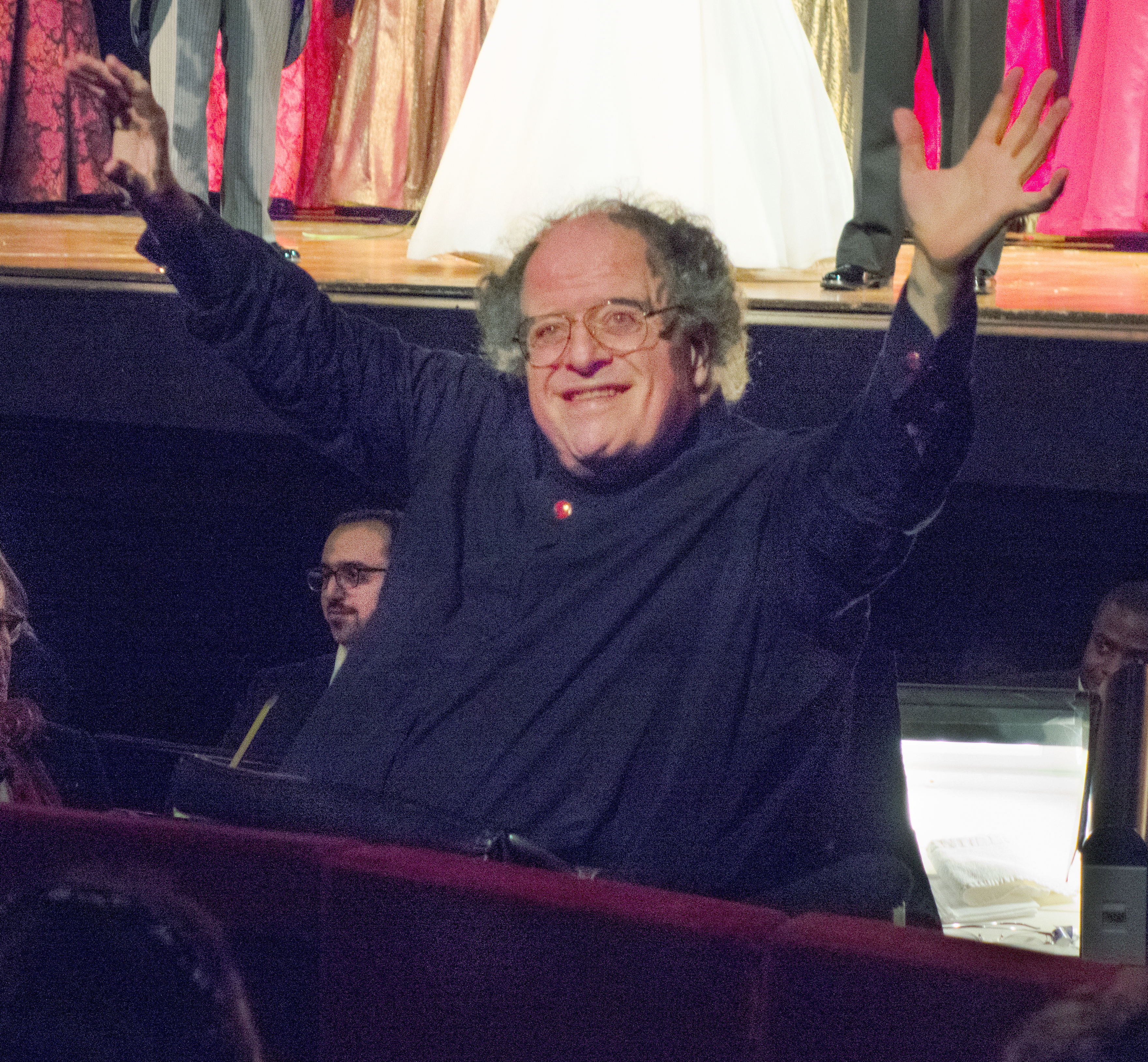
James Levine (1943–2021)

- Levin, Daniel (* 1974), US-amerikanischer Jazz- und Improvisationsmusiker (Cello) und Komponist
- Levin, David (1948–2017), amerikanischer Ballonsportler und Weltmeister
- Levin, David (* 1999), kanadisch-israelischer Eishockeyspieler
- Levin, Dov (1925–2016), litauisch-israelischer Historiker
- Levin, Elliott (* 1953), US-amerikanischer Jazzmusiker
- Levin, Ezra (* 1986), US-amerikanischer politischer Aktivist
- Levin, Felix (* 1958), deutscher Schachspieler und -trainer ukrainischer Herkunft
- Levin, Hannah (1900–1969), ukrainische Schriftstellerin in jiddischer Sprache
- Levin, Hanoch (1943–1999), israelischer Schriftsteller, Dramatiker und Regisseur
- Levin, Harry (1912–1994), US-amerikanischer Literaturwissenschaftler und -kritiker
- Levin, Henry (1909–1980), US-amerikanischer Regisseur
- Levin, Hirschel (1721–1800), Großrabbiner des Vereinigten Königreichs und Berlin, sowie Rabbiner von Halberstadt und Mannheim
- Levin, Ike (* 1950), US-amerikanischer Jazzmusiker
- Levin, Ingeborg (1953–2024), deutsche Physikerin
- Levin, Ira (1929–2007), US-amerikanischer Drehbuchautor und Schriftsteller
- Levin, Isidor (1919–2018), estnischer Volkskundler, Erzählforscher und Theologe
- Levin, Jack (1914–1999), US-amerikanischer Filmproduzent
- Levin, Janna (* 1967), US-amerikanische PhysikerinJanna Levin (* 1967)

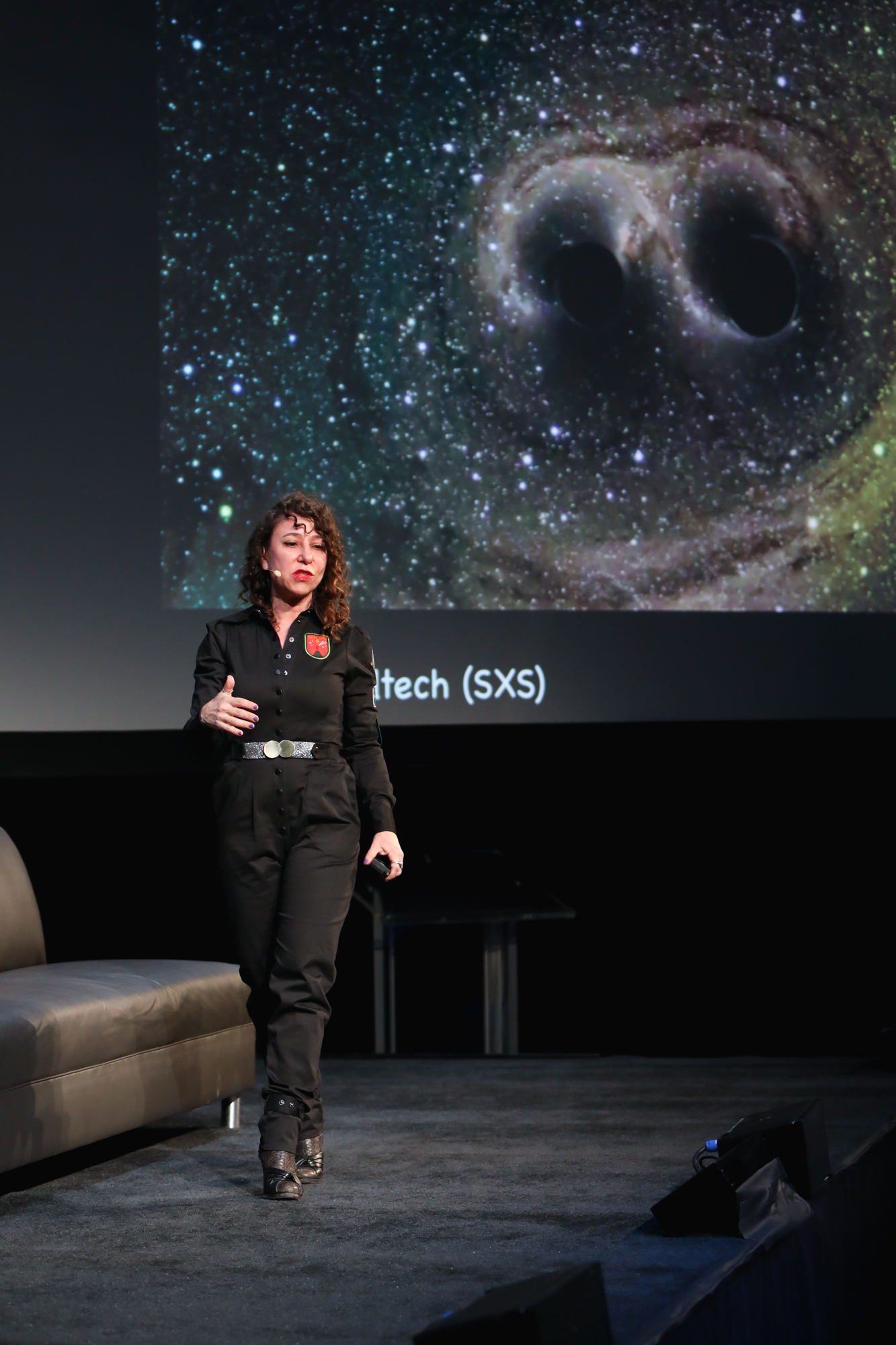
Janna Levin (* 1967)

- Levin, Jitzhak-Meir (1893–1971), israelischer Politiker, Minister, Rabbiner, Mitglied des Sejm
- Levin, Jonathan (* 1972), US-amerikanischer Ökonom
- Levin, Julius (1862–1935), deutscher Mediziner, Schriftsteller und Geigenbauer
- Levin, Julo (1901–1943), deutscher Maler des Expressionismus
- Levin, Leonid (* 1948), sowjetisch-amerikanischer Informatiker
- Levin, Lewis Charles (1808–1860), US-amerikanischer Politiker
- Levin, Louis (1865–1939), deutscher Jurist
- Levin, Marc (* 1942), amerikanischer Psychologe und Jazzmusiker (Trompete, Komposition)
- Levin, Maria (* 1984), deutschsprachige Sängerin
- Levin, Mark R. (* 1957), amerikanischer Rechtsanwalt, Autor, Hörfunkmoderator und konservativer AktivistMark R. Levin (* 1957)

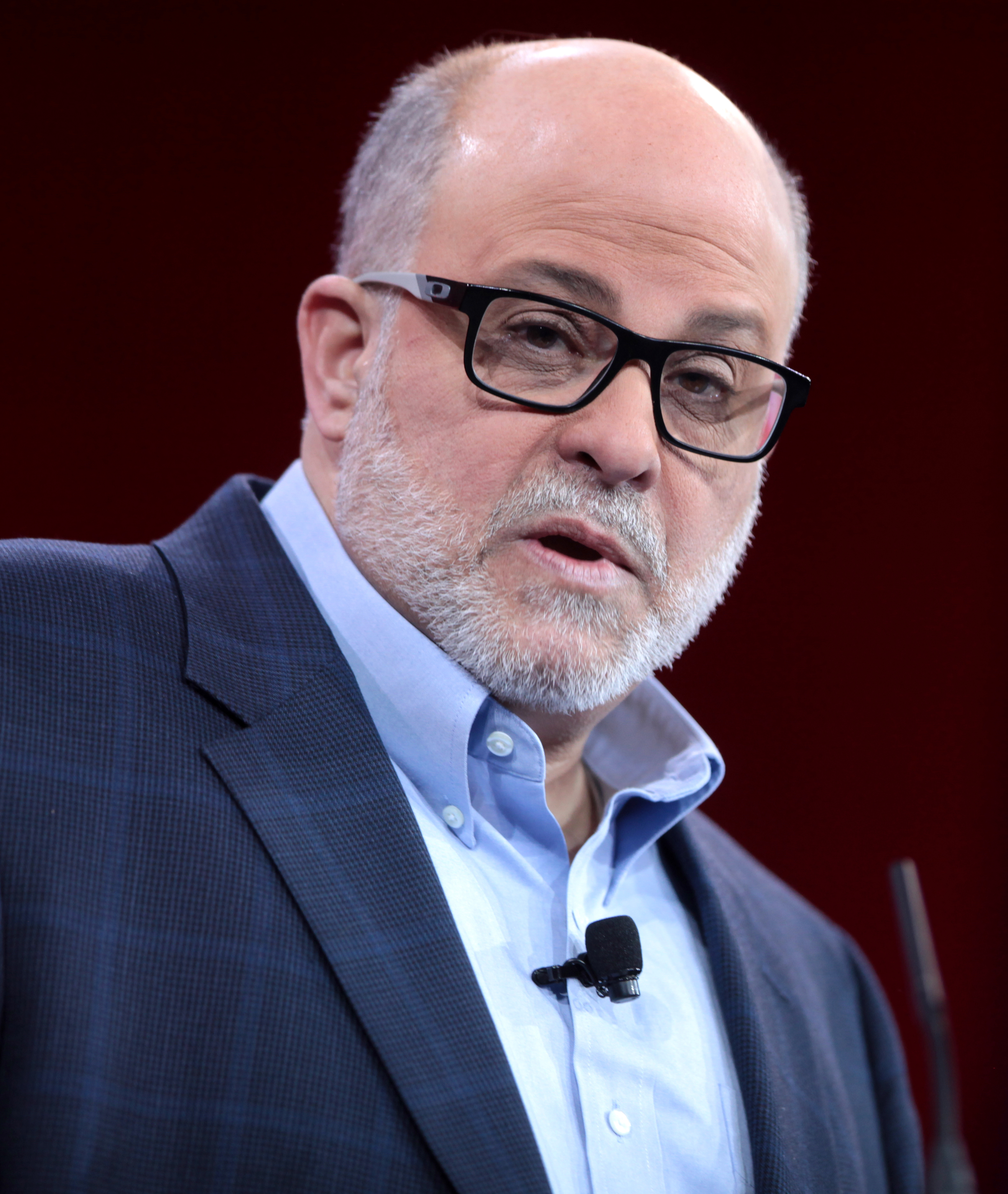
Mark R. Levin (* 1957)

- Levin, Mats (* 1977), schwedischer Basketballspieler
- Levin, Meyer (1905–1981), amerikanischer Schriftsteller und Journalist
- Levin, Michael, US-amerikanischer Physiker
- Levin, Michael (1932–2023), US-amerikanischer Schauspieler
- Levin, Mike (* 1978), US-amerikanischer Politiker der Demokratischen Partei
- Levin, Nora (1916–1989), US-amerikanische Holocaustforscherin
- Levin, Pete (* 1942), US-amerikanischer Jazz-Keyboarder
- Levin, Peter, US-amerikanischer Film- und Theaterregisseur
- Levin, Rachel (* 1995), US-amerikanische YouTuberin, Influencerin und Sängerin
- Levin, Rob (1955–2006), US-amerikanischer Informatiker, Gründer des IRC-Netzwerk freenode
- Levin, Robert (* 1965), deutscher Sprecher und Schauspieler
- Levin, Robert D. (* 1947), US-amerikanischer Pianist, Musikpädagoge und -wissenschaftler
- Levin, Rudolf (* 1909), deutscher Geisteswissenschaftler und SS-Funktionär, Hexenforscher
- Levin, Sander M. (* 1931), US-amerikanischer Politiker
- Levin, Schemarjahu (1867–1935), zionistischer Politiker, Publizist und Schriftsteller
- Levin, Sidney, US-amerikanischer Filmeditor
- Levin, Simon (* 1941), US-amerikanischer Ökologe
- Levin, Theodor (1836–1922), deutscher Kunsthistoriker und Kunstschriftsteller
- Levin, Thomas (* 1978), dänischer Schauspieler und Dramatiker
- Levin, Tobe (* 1948), amerikanische Wissenschaftlerin, Publizistin und Frauenrechtlerin
- Levin, Tony (1940–2011), britischer Jazzdrummer
- Levin, Tony (* 1946), US-amerikanischer BassistTony Levin (* 1946)

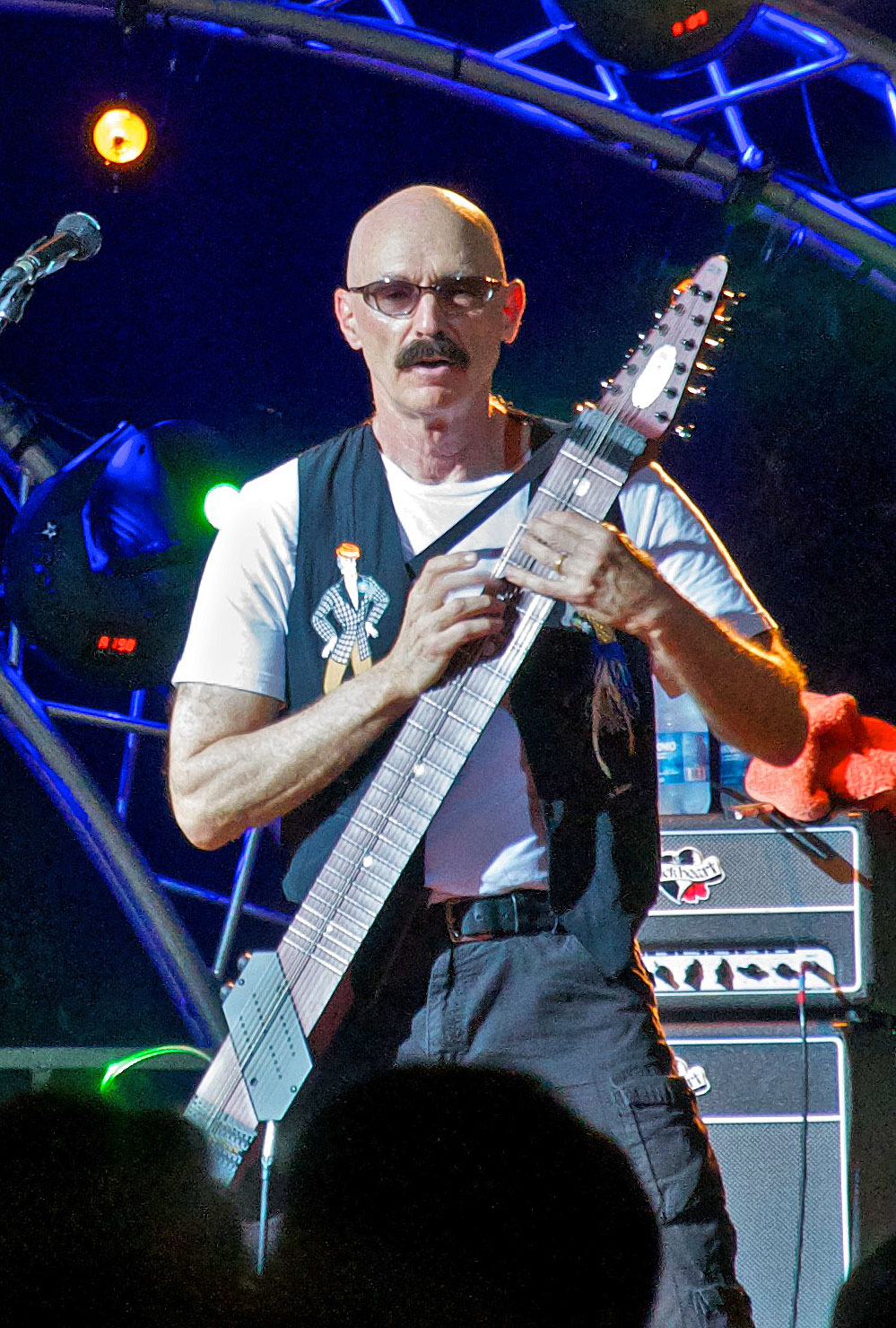
Tony Levin (* 1946)

- Levin, Walter (1924–2017), US-amerikanisch-deutscher Violinist
- Levin, Willy (1860–1926), deutscher Kunstmäzen und Kaufmann
- Levin, Wolfgang (* 1945), deutscher Fußballfunktionär
- Levin, Yael Nachshon (* 1980), israelische Jazzmusikerin und Autorin
- Levin, Yariv (* 1969), israelischer Jurist und Politiker (Likud)
- Levin, Yigal (* 1963), israelischer Historiker, Archäologe und Hochschullehrer
- Levin, Zoe (* 1993), US-amerikanische Schauspielerin
- Levina (* 1991), deutsche Sängerin, Songwriterin und Moderatorin
- Levina, Irina (* 2003), usbekische Sprinterin
- Levina-Rosenholz, Eva Pawlowna (1898–1975), russische Malerin und Grafikerin
- Levinas, Emmanuel (1906–1995), litauisch-französischer Philosoph und Autor
- Levinas, Michaël (* 1949), französischer Komponist
- Levine, Adam (* 1979), US-amerikanischer Sänger und GitarristAdam Levine (* 1979)

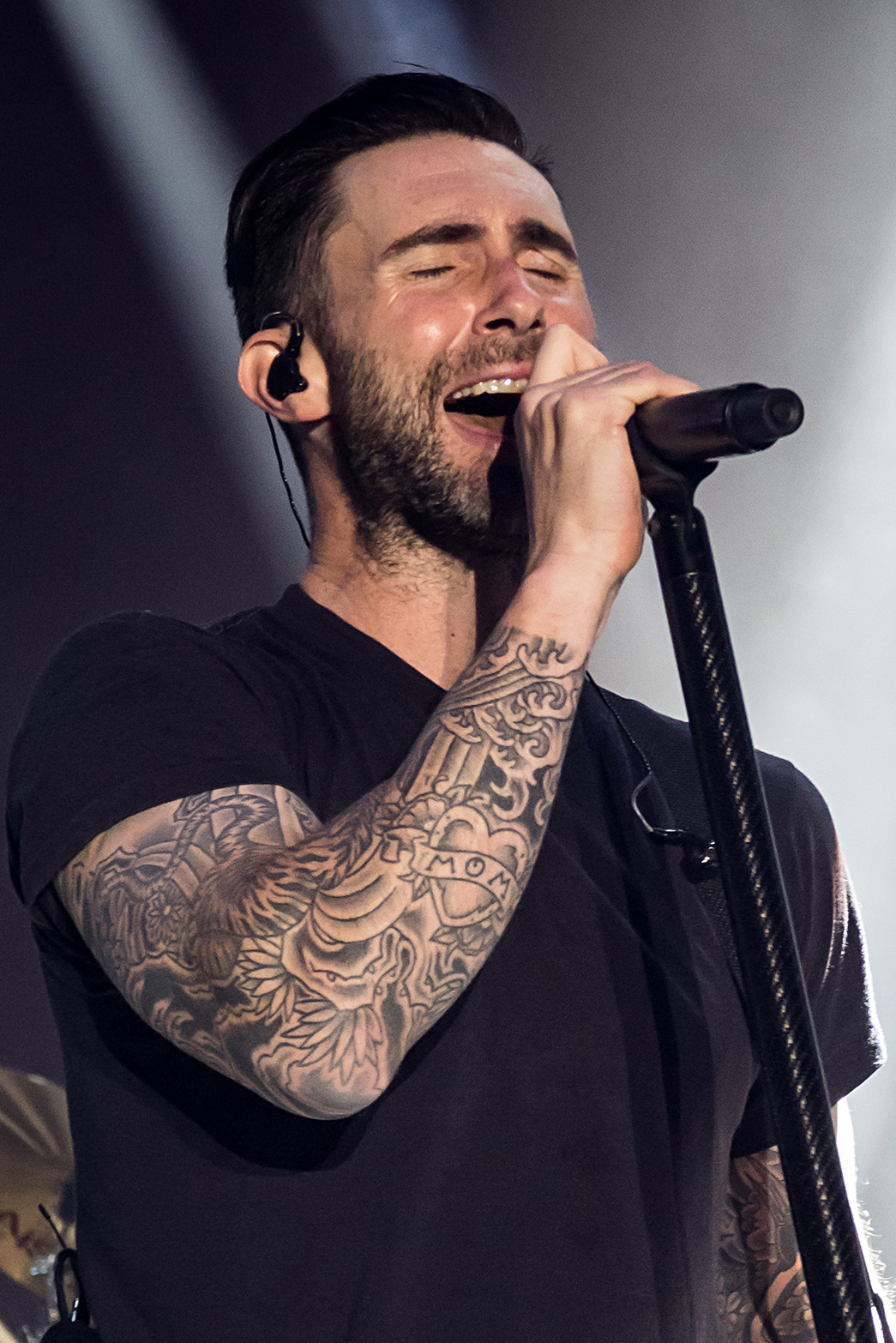
Adam Levine (* 1979)

- Levine, Amy-Jill (* 1956), US-amerikanische jüdische Bibelexegetin, Hochschullehrerin und Autorin
- Levine, Anna (* 1953), US-amerikanische Schauspielerin
- Levine, Arnold J. (* 1939), US-amerikanischer Biologe und Krebsforscher
- Levine, Beth (1960–2020), US-amerikanische Ärztin für Innere Medizin und Krebsforscherin
- Levine, Carin, US-amerikanische Flötistin
- Levine, Dan, US-amerikanischer Filmproduzent
- Levine, David (1926–2009), US-amerikanischer Karikaturist
- Levine, David (1949–1993), US-amerikanischer Pianist
- Levine, David D. (* 1961), US-amerikanischer Science-Fiction Schriftsteller
- Levine, Dov (* 1958), israelisch-US-amerikanischer Physiker
- Levine, Erik (* 1960), US-amerikanischer Künstler
- Leviné, Eugen (1883–1919), Revolutionär und Politiker (KPD)Eugen Leviné (1883–1919)

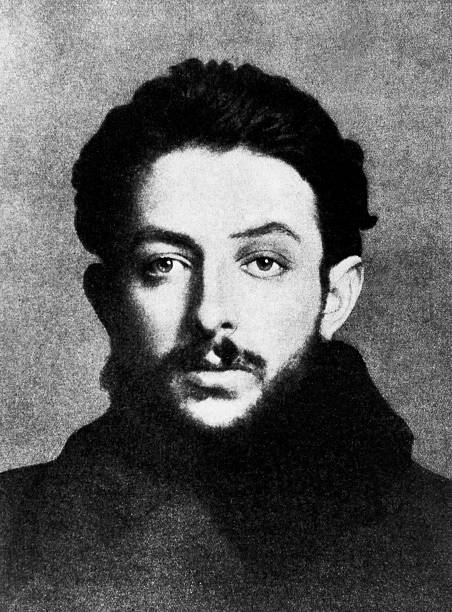
Eugen Leviné (1883–1919)

- Levine, Hank (* 1965), deutscher Produzent, Regisseur und Drehbuchautor
- Levine, Harry G. (* 1945), US-amerikanischer Soziologe und Suchtforscher
- Levine, Henry (1907–1989), britisch-amerikanischer Jazztrompeter
- Levine, Irving R. (1922–2009), US-amerikanischer Journalist, Fernsehmoderator und Autor
- Levine, Irwin (1938–1997), US-amerikanischer Komponist
- Levine, Isaac Don (1892–1981), US-amerikanischer Journalist und Autor
- Levine, Jack (1915–2010), amerikanischer Maler
- Levine, James (1943–2021), US-amerikanischer Dirigent und PianistJames Levine (1943–2021)
- Levine, James S. (* 1974), US-amerikanischer Komponist
- Levine, Jesse (* 1987), kanadisch-US-amerikanischer Tennisspieler
- Levine, Jonathan (* 1976), US-amerikanischer Regisseur und Drehbuchautor
- Levine, Joseph (* 1952), US-amerikanischer Philosoph
- Levine, Joseph E. (1905–1987), US-amerikanischer Filmproduzent, Filmverleiher und -finanzier
- Levine, Ken (* 1966), US-amerikanischer Computerspielentwickler
- Levine, Larry (1928–2008), US-amerikanischer Tontechniker
- Levine, Les (* 1935), irisch-US-amerikanischer Pionier der Video- und Medienkunst
- Levine, Marc (* 1952), US-amerikanischer Mathematiker
- Levine, Mark (1938–2022), US-amerikanischer Jazzpianist und -posaunist
- Levine, Mel (* 1943), US-amerikanischer Politiker
- Levine, Michael (* 1939), US-amerikanischer Agent
- Levine, Myron (* 1944), US-amerikanischer Mediziner
- Levine, Nigel (* 1989), britischer Sprinter
- Levine, Norman (1923–2005), kanadischer Schriftsteller
- Levine, Peter A. (* 1942), amerikanischer Biophysiker, Psychologe und Trauma-Therapeut
- Levine, Philip (1900–1987), US-amerikanischer Immunologe und Hämatologe
- Levine, Philip (1928–2015), US-amerikanischer Lyriker
- Levine, Rachel (* 1957), amerikanische Kinderärztin und GesundheitspolitikerinRachel Levine (* 1957)

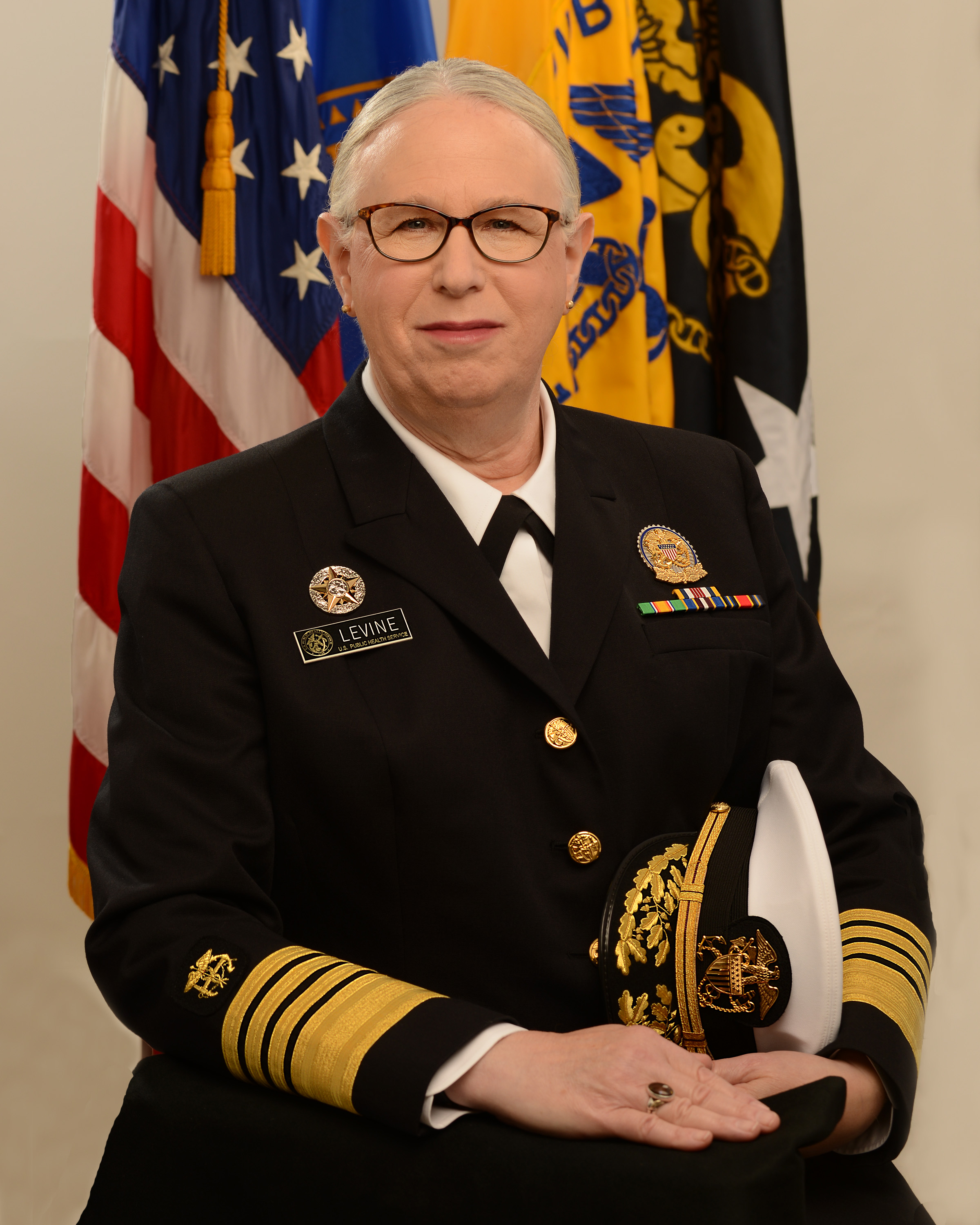
Rachel Levine (* 1957)

- Levine, Rachmiel (1910–1998), US-amerikanischer Mediziner und Diabetes-Forscher
- Levine, Raphael David (* 1938), israelischer Chemiker
- Levine, Rhoda, US-amerikanische Opernregisseurin, Choreographin, Autorin und Hochschullehrerin
- LeVine, Robert A. (1932–2023), US-amerikanischer Erziehungswissenschaftler, Anthropologe und Sozialpsychologe
- Levine, Robert V. (1945–2019), US-amerikanischer Psychologe
- Levine, Ross (* 1960), US-amerikanischer Wirtschaftswissenschaftler
- Levine, Rozanne (1945–2013), US-amerikanische Jazz- und Improvisationsmusikerin (Klarinette, Komposition) und Fotografin
- Levine, Samm (* 1982), US-amerikanischer Schauspieler
- Levine, Samuel (* 1903), US-amerikanischer Mafioso
- Levine, Samuel H., US-amerikanischer Film- und Theaterschauspieler
- Levine, Sherrie (* 1947), US-amerikanische Fotografin und Konzeptkünstlerin
- Levine, Steve, britischer Musikproduzent
- LeVine, Suzan G. (* 1969), US-amerikanische Unternehmerin und Diplomatin
- Levine, Ted (* 1957), US-amerikanischer Film- und FernsehschauspielerTed Levine (* 1957)

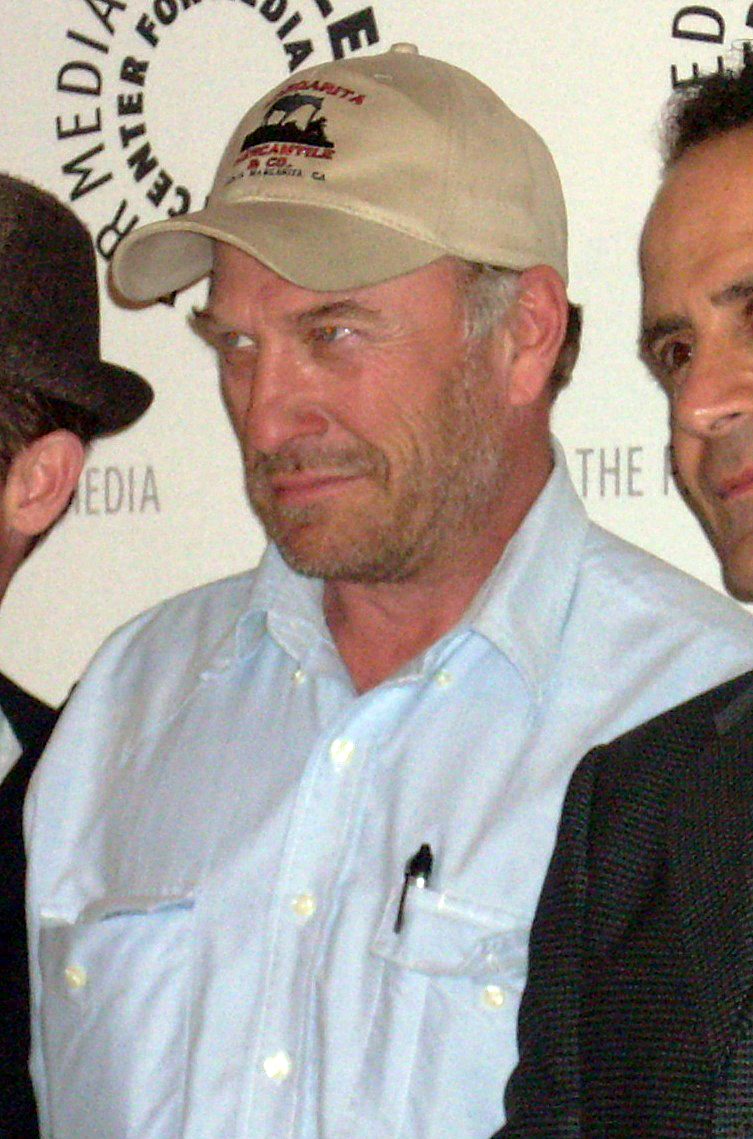
Ted Levine (* 1957)

- Levine, Toti (* 1959), US-amerikanische Produzentin
- Levinger, Barbara (1904–1944), deutsche Schauspielerin und Schriftstellerin
- Levinger, Hermann (1865–1944), deutscher Oberamtmann und Opfer des Nationalsozialismus
- Levinger, Mosche (1935–2015), israelischer Politiker, Rabbiner und illegaler Siedler
- Levinger, Nenad (1947–2008), jugoslawischer bzw. kroatischer Maler und Zeichner
- Levingston, Roberto Marcelo (1920–2015), argentinischer Militär und war de facto Staatspräsident der Republik Argentinien (1970–1971)
- Levinler, Elvin (* 1988), türkische Schauspielerin
- Levins, Arons (1909–1941), lettischer Fußballspieler
- Levins, Cameron (* 1989), kanadischer Langstreckenläufer
- Levins, Chloe (* 1998), US-amerikanische Skilangläuferin und Biathletin
- Levins, Scott (* 1970), US-amerikanischer Eishockeyspieler
- Levinska, Marta (* 2001), lettische Volleyballspielerin
- Levinsky, Battling (1891–1949), US-amerikanischer Boxer jüdischer Herkunft
- Levinský, Jaroslav (* 1981), tschechischer Tennisspieler
- Levinsky, Ken, US-amerikanischer Jazzmusiker (Piano, auch E-Piano, Synthesizer)
- Levinsky, King (1910–1991), US-amerikanischer Boxer im Schwergewicht
- Levinsky, Walt (1929–1999), US-amerikanischer Jazz- und Studiomusiker
- Levinsohn, Gary (* 1959), südafrikanischer Filmproduzent
- Levinsohn, Georg (1867–1935), deutscher Augenarzt
- Levinsohn, Isaak Bär (1788–1860), jüdischer Aufklärer
- Levinsohn, James A. (* 1958), US-amerikanischer Wirtschaftswissenschaftler
- Levinson, André (1887–1933), Journalist und Autor
- Levinson, Anna (1939–2015), deutsche Zoologin und Entomologin
- Levinson, Arthur D. (* 1950), US-amerikanischer Chairman von Apple, CEO von Calico; vormals Chairman und CEO von Genentech
- Levinson, Barry (* 1942), US-amerikanischer FilmregisseurBarry Levinson (* 1942)

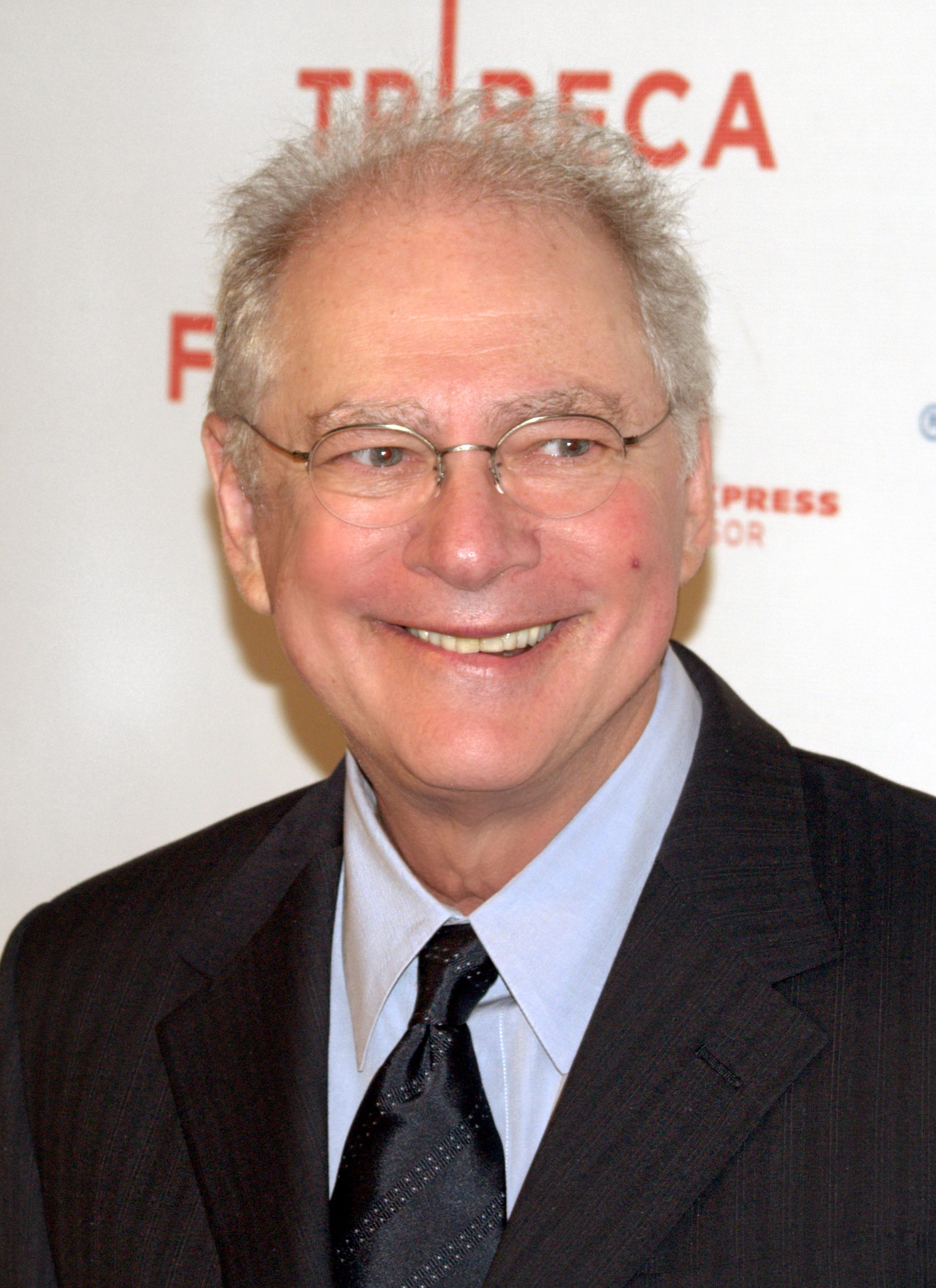
Barry Levinson (* 1942)

- Levinson, Charles (1920–1997), kanadischer Autor und Gewerkschafter
- Levinson, Dan (* 1965), US-amerikanischer Jazz-Musiker
- Levinson, Gerald (* 1951), US-amerikanischer Komponist
- Levinson, Hermann (1924–2013), deutscher Biologe und Physiologe
- Levinson, Horace Clifford (1895–1968), US-amerikanischer Mathematiker und Astronom
- Levinson, Jack Louis († 1989), namibischer Geschäftsmann und Bürgermeister von Windhoek
- Levinson, Jay C. (1933–2013), US-amerikanischer Unternehmensberater, Erfinder des Guerilla-Marketings
- Levinson, Jennifer (* 1991), US-amerikanische Schauspielerin, Drehbuchautorin und Filmproduzentin
- Levinson, Nathan (1888–1952), US-amerikanischer Tontechniker
- Levinson, Nathan Peter (1921–2016), deutscher Rabbiner
- Levinson, Norman (1912–1975), US-amerikanischer Mathematiker
- Levinson, Olga (1918–1989), namibisch-südafrikanische Kunstmäzenin und Autorin
- Levinson, Paul (* 1947), US-amerikanischer Science-Fiction-Autor
- Levinson, Richard (1934–1987), US-amerikanischer Drehbuchautor und Filmproduzent
- Levinson, Ronald B. (1896–1980), US-amerikanischer Philosophiehistoriker
- Levinson, Sam (* 1985), US-amerikanischer Filmregisseur, Drehbuchautor und FilmproduzentSam Levinson (* 1985)

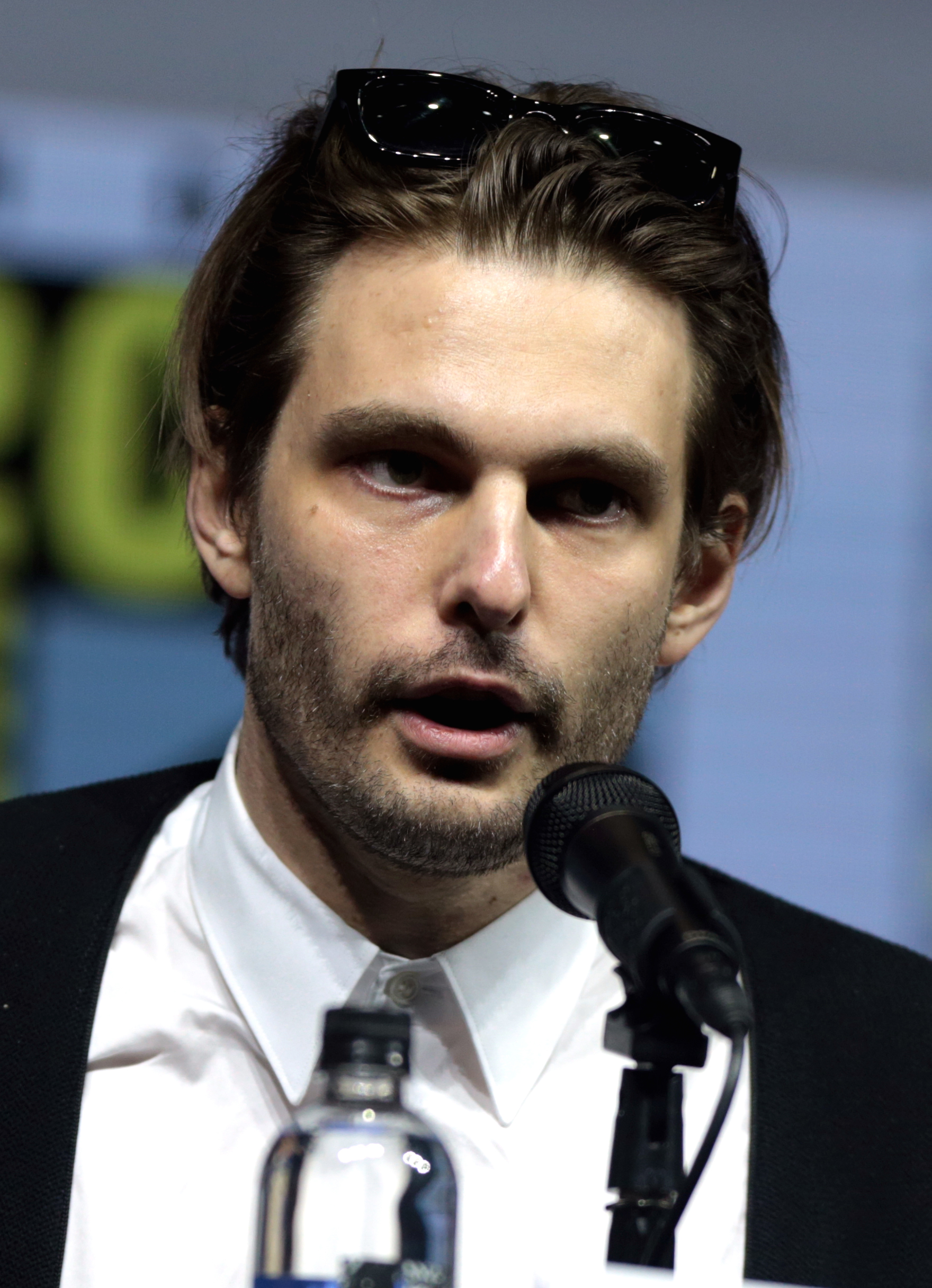
Sam Levinson (* 1985)

- Levinson, Shelley (* 1943), US-amerikanische Filmregisseurin- und Produzentin
- Levinson, Stephen C. (* 1947), britischer Linguist, Anthropologe und Kulturwissenschaftler
- Levinstein, Eduard (1831–1882), deutscher Mediziner
- Levinstein, Ivan (1845–1916), deutsch-britischer Chemiker
- Levinstein, Leon (1910–1988), US-amerikanischer Fotograf
- Levinthal, Daniel A. (* 1957), US-amerikanischer Wirtschaftswissenschaftler
- Levinthal, David (* 1949), US-amerikanischer Fotograf
- Levinthal, Walter (1886–1963), deutsch-britischer Bakteriologe

#### Levis
- Lévis, Anne de († 1624), französischer Adliger und Militär
- Lévis, François Christophe de († 1661), französischer Adliger, Vizekönig von Neufrankreich
- Lévis, François-Gaston de (1719–1787), französischer General im Franzosen- und Indianerkrieg
- Lévis, Gaston Pierre de (1699–1757), französischer Adliger, Militär und Diplomat
- Lévis, Gilbert III. de († 1591), französischer Heerführer in den Hugenottenkriegen
- Lévis, Henri de (1596–1680), französischer Adliger, Vizekönig von Neufrankreich
- Lévis, Jacques de, comte de Caylus (1554–1578), französischer Adliger
- Levis, Joseph (1905–2005), US-amerikanischer Fechter
- Lévis, Philippe de (1435–1475), Kardinal der Römischen Kirche
- Lévis, Pierre-Marc-Gaston de (1764–1830), französischer Politiker und Schriftsteller
- Levis, Roberto (* 1941), puerto-ricanischer Degenfechter
- Levis, Will (* 1999), US-amerikanischer American-Football-Spieler
- Lévis-Mirepoix, Antoine de (1884–1981), französischer Historiker
- Levison, Beth, US-amerikanische Dokumentarfilmerin
- Levison, Georg Christoph (1845–1879), deutscher Handelspionier und Entdecker
- Levison, Iain (* 1963), US-amerikanischer Schriftsteller
- Levison, Wilhelm (1876–1947), deutscher Historiker
- Levisse-Touzé, Christine (* 1955), französische Historikerin und Museumsleiterin
- Levister, Alonzo (1925–2016), US-amerikanischer Arrangeur, Komponist, Musikproduzent und auch Jazzpianist

#### Levit
- Levit, Elena, deutsche Klavierpädagogin und Hochschullehrerin
- Levit, Igor (* 1987), deutscher PianistIgor Levit (* 1987)

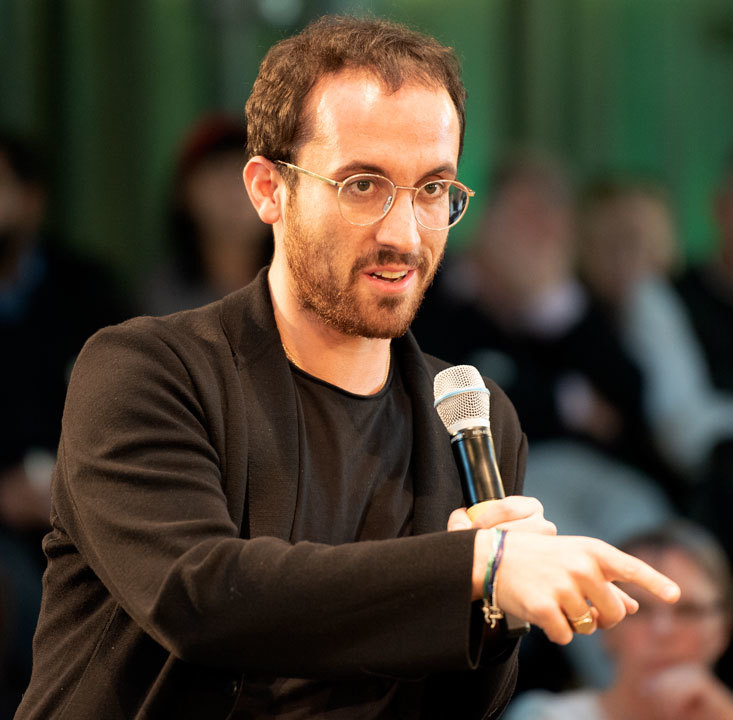
Igor Levit (* 1987)

- Levit, Johann (1884–1944), österreichischer Pathologe, Chirurg und Hochschullehrer in Prag
- Levita, Elijah (1469–1549), deutscher Philologe, Rabbi, jüdischer Humanist und jiddischer Dichter
- Levita, Fabrizio (* 1976), italienisch-deutscher Popsänger
- Levita, Ohad (* 1986), israelischer Fußballtorhüter
- Levitan, Steven (* 1962), US-amerikanischer Drehbuchautor und FernsehproduzentSteven Levitan (* 1962)

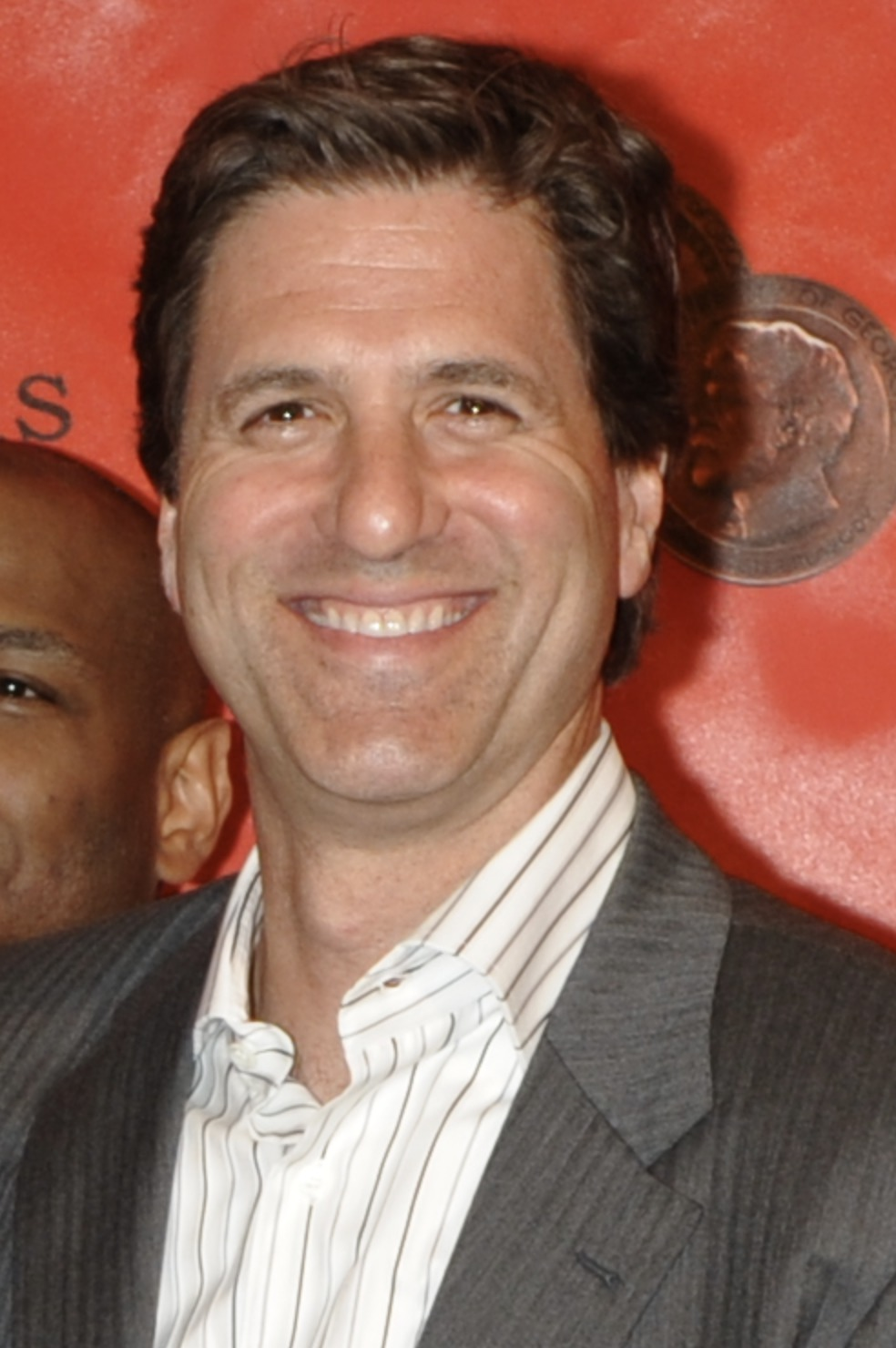
Steven Levitan (* 1962)

- Levitanuss, Makss (1916–2012), lettischer Fußballspieler und -trainer
- Levitanuss, Nikolajs (1914–1995), lettischer Fußballspieler
- Levitas, Elliott H. (1930–2022), US-amerikanischer Politiker
- Levithan, David (* 1972), US-amerikanischer Schriftsteller und Herausgeber
- Levitin, Sonia (* 1934), US-amerikanische Autorin von Kinder- und Jugendliteratur
- Levitina, Irina (* 1954), US-amerikanische Schachspielerin russischer Herkunft
- Levito, Isabeau (* 2007), US-amerikanische Eiskunstläuferin
- Levitre, Andy (* 1986), US-amerikanischer American-Football-Spieler
- Levits, Egils (* 1955), lettischer Jurist, Diplomat und Politiker, lettischer Präsident
- Levitschnigg, Heinrich von (1810–1862), österreichischer Schriftsteller und Journalist
- Levitsky, Steven (* 1968), US-amerikanischer PolitikwissenschaftlerSteven Levitsky (* 1968)

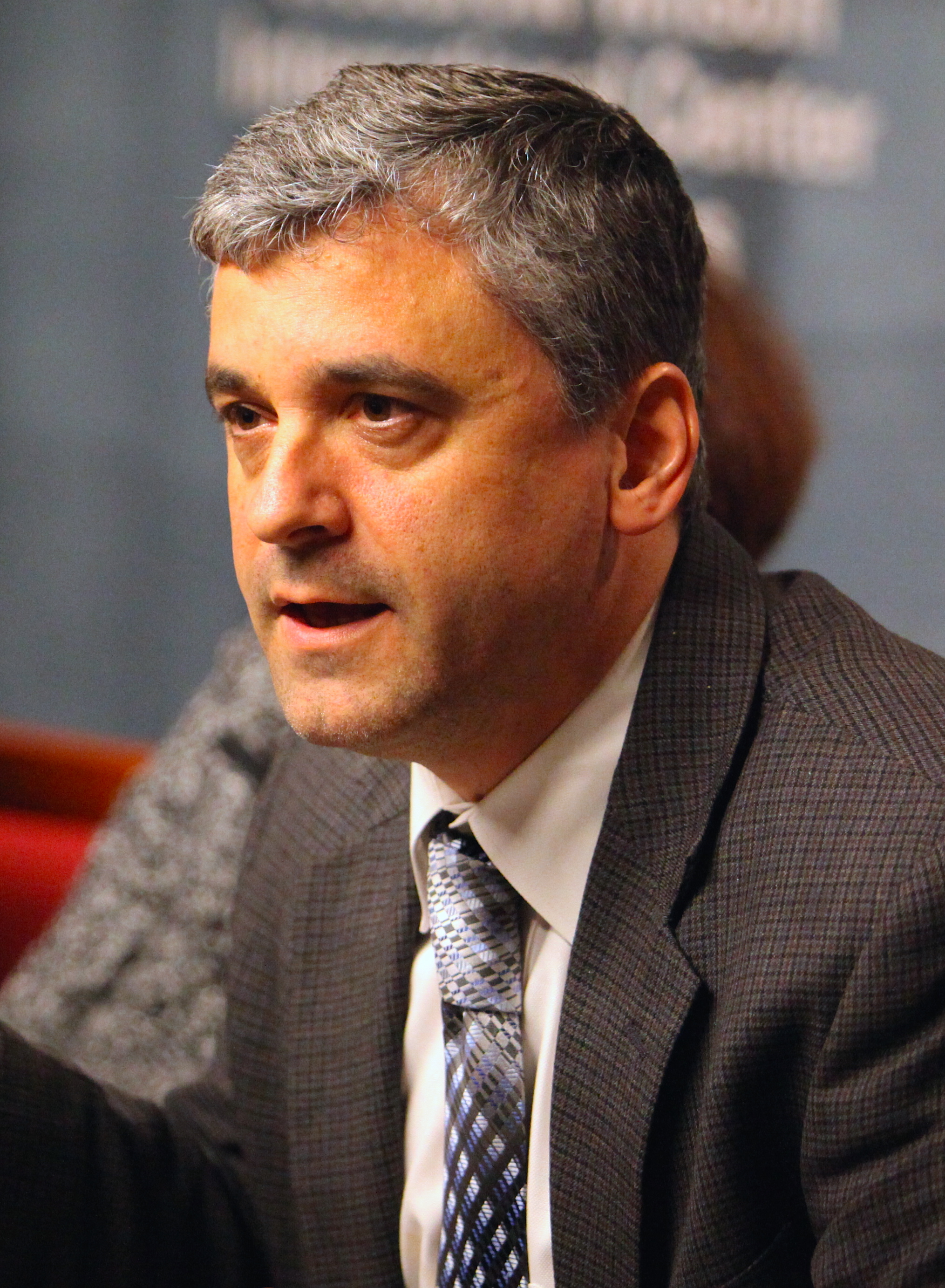
Steven Levitsky (* 1968)

- Levitt, Al (1932–1994), US-amerikanischer Jazz-Schlagzeuger
- Levitt, Arthur (* 1931), US-amerikanischer Politiker und Unternehmer
- Levitt, Arthur senior (1900–1980), US-amerikanischer Jurist und Politiker
- Levitt, Dylan (* 2000), walisischer Fußballspieler
- Levitt, George (1925–2023), US-amerikanischer Chemiker
- Levitt, Helen (1913–2009), US-amerikanische Fotografin und Filmemacherin
- Levitt, Leo, kanadischer Snookerspieler
- Levitt, Michael (* 1947), südafrikanischer Chemiker
- Levitt, Richard (1935–2017), US-amerikanischer Countertenor und Gesangspädagoge
- Levitt, Rod (1929–2007), amerikanischer Jazz-Posaunist
- Levitt, Ruby R. (1907–1992), US-amerikanische Szenenbildnerin
- Levitt, Stella (* 1930), US-amerikanische Jazzsängerin
- Levitt, Steven (* 1967), US-amerikanischer Ökonom
- Levitt, Theodore (1925–2006), deutschamerikanischer Wirtschaftswissenschaftler und Professor an der Harvard Business School
- Levitt, William (1907–1994), US-amerikanischer Immobilienentwickler und Bauunternehmer
- LeVitte-Harten, Doreet (* 1948), israelische Kunsthistorikerin und Kuratorin
- Levitus-Peiser, Cilly (1925–2010), tschechoslowakisch-israelisch-deutsche Sozialpädagogin und Holocaustüberlebende
- Levitz, Paul (* 1956), US-amerikanischer Verlagsleiter und Comicautor
- Levitzki, Alexander (* 1940), israelischer Biochemiker
- Levitzki, Jakob (1904–1956), israelischer Mathematiker
- Levitzki, Mischa (1898–1941), US-amerikanischer Pianist
- Levitzky, Károly (1885–1978), ungarischer Ruderer

### Levk
- Levka, Uta (* 1942), deutsche Schauspielerin
- Levknecht, Hans (1933–2015), deutscher Fußballspieler
- Levkoi, Tanel (* 1990), estnischer Nordischer Kombinierer
- Levkovich, Robi (* 1988), israelischer Fußballspieler
- Levkovitš, Anton (* 1983), estnischer Eishockeyspieler

### Levn
- Levnî, Abdülcelil († 1732), osmanischer Maler

### Levo
- Levo, Tapio (* 1955), finnischer Eishockeyspieler
- LeVoir, John Marvin (* 1946), US-amerikanischer römisch-katholischer Geistlicher, emeritierter Bischof von New Ulm
- Levold von Northof (1279–1359), deutscher Geistlicher, Domherr zu Lüttich
- Levonen, Olaf (* 1966), deutscher Politiker (SPD)
- Levontin, Zalman David (1856–1940), russisch-jüdischer Zionist und Finanzexperte
- Levorato, Giammarco (* 2003), italienischer Autorennfahrer
- Levorato, Manuela (* 1977), italienische Sprinterin
- Levorstad, Tom (* 1957), norwegischer Skispringer
- Levoy, Myron (1930–2019), US-amerikanischer Schriftsteller

### Levr
- Levrat, Christian (* 1970), Schweizer Politiker
- Levrat, Nicolas (* 1964), französisch-schweizerischer Völkerrechtler
- Levratto, Virgilio Felice (1904–1968), italienischer Fußballspieler und -trainer
- Levret, André (1703–1780), französischer Gynäkologe
- Levrett, Bayliss (1913–2002), US-amerikanischer Rennfahrer
- Levring, Kristian (* 1957), dänischer Regisseur und Drehbuchautor
- Levrone, Kevin (* 1964), US-amerikanischer Bodybuilder, Musiker und SchauspielerKevin Levrone (* 1964)

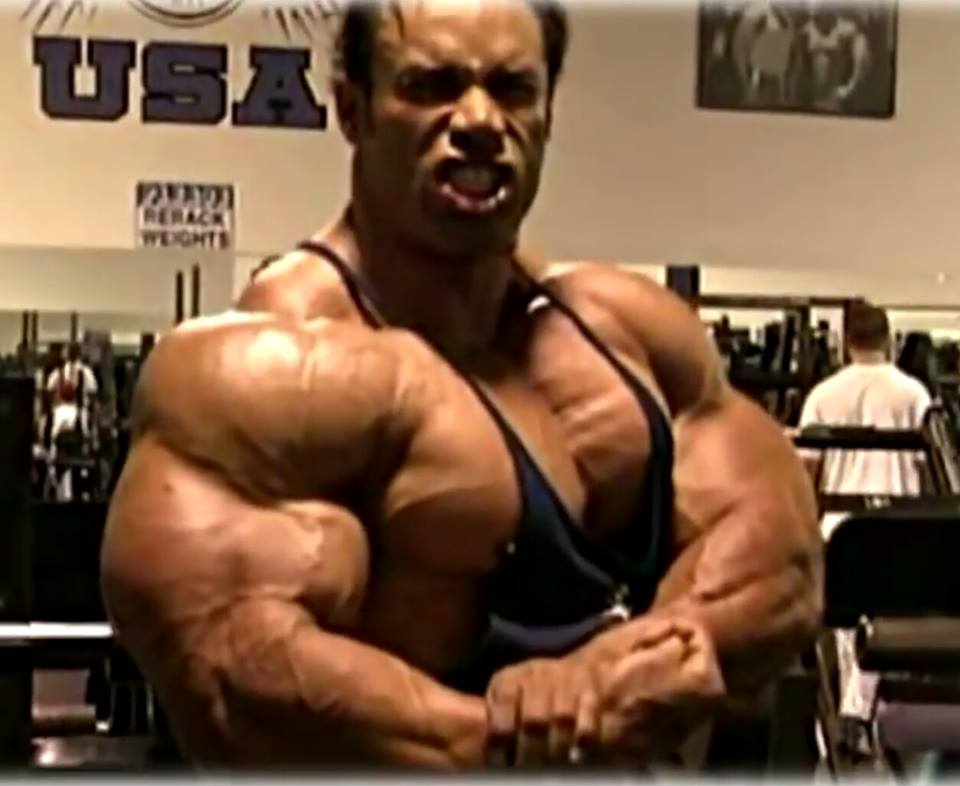
Kevin Levrone (* 1964)

- Levronka, Keisya (* 2003), indonesische Sängerin und Schauspielerin

### Levs
- Levsen, Hermann (1945–2016), deutscher Bauingenieur und niederdeutscher Autor
- Levsen, Sonja (* 1976), deutsche Historikerin
- Levshin, Alina (* 1984), deutsche SchauspielerinAlina Levshin (* 1984)

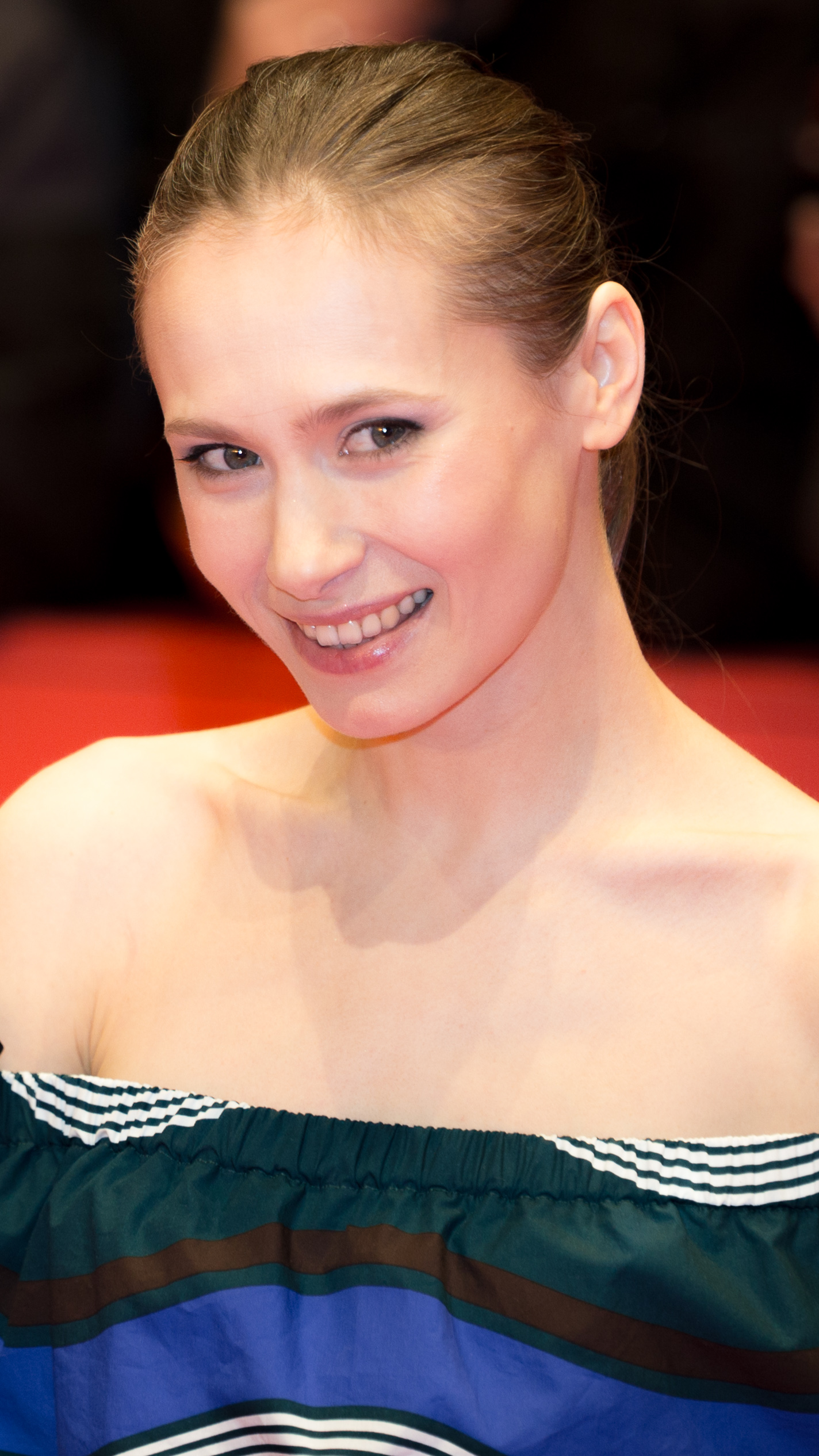
Alina Levshin (* 1984)

- Levstik, Fran (1831–1887), slowenischer Dichter, Sprachforscher und Kulturpolitiker

### Levy
- Levy Cardoso, Waldemar (1900–2009), brasilianischer Feldmarschall
- Levy, Adam (* 1970), britischer Schauspieler
- Levy, Alan (1932–2004), US-amerikanischer Journalist
- Levy, Albert (1862–1922), deutscher Sozialarbeiter
- Levy, Alexandre (1864–1892), brasilianischer Komponist, Pianist und Dirigent
- Lévy, Alfred (1840–1919), französischer Großrabbiner
- Levy, Alfred (1885–1938), deutscher Politiker (USPD, KPD), MdHB
- Levy, Alfred Johann (1901–1987), deutscher Politiker (FDP), MdBü
- Levy, Alfredo (1914–1999), kubanischer Pianist, Musikpädagoge, Chorleiter und Komponist
- Levy, Alicia (1963–2007), US-amerikanische Blues-Sängerin und Gitarristin
- Levy, Alphonse (1838–1917), deutsch-jüdischer Publizist
- Lévy, Alphonse (1843–1918), französischer Maler, Illustrator und Karikaturist
- Levy, Amy (1861–1889), britische Autorin
- Lévy, André (1925–2017), französischer Sinologe
- Levy, Andrea (1956–2019), britische Schriftstellerin
- Levy, Anne (* 1934), australische Politikerin (Labor Party), Präsidentin des South Australian Legislative Council
- Lévy, Anne (* 1971), Schweizer Managerin, Direktorin des Bundesamtes für Gesundheit (Schweiz)
- Levy, Antonio († 1959), mexikanischer Unternehmer und Fußballfunktionär
- Levy, Ariel (* 1974), amerikanische Schriftstellerin und Redakteurin
- Levy, Ariel (* 1984), chilenischer SchauspielerAriel Levy (* 1984)

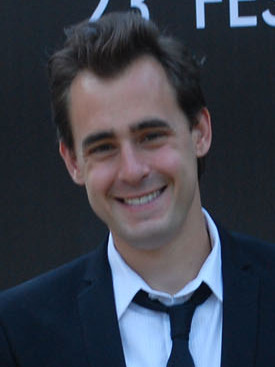
Ariel Levy (* 1984)

- Lévy, Armand (1795–1841), französischer Arzt, Mineraloge und Mathematiker
- Lévy, Arthur (1847–1931), französischer Mediävist und Historiker der Annales-Schule
- Levy, Arthur (1881–1961), deutscher Rabbiner und Autor
- Lévy, Ascher (1588–1635), Elsässer Rabbiner
- Levy, Asser († 1682), amerikanischer Siedler jüdischen Glaubens
- Levy, Assi (* 1969), israelische Schauspielerin
- Levy, Azriel (* 1934), israelischer Logiker und Mengentheoretiker
- Levy, Barrington (* 1964), jamaikanischer Ragga- und Dancehall-Musiker
- Lévy, Benny (1945–2003), französischer Philosoph und Schriftsteller
- Lévy, Bernard-Henri (* 1948), französischer Philosoph und Publizist
- Levy, Brian (* 1977), amerikanischer Musikwissenschaftler und Jazzmusiker (Saxophon)
- Levy, Burt (1936–2010), US-amerikanischer Komponist und Musikpädagoge
- Levy, Caissie (* 1981), kanadisch-amerikanische Musicaldarstellerin, Schauspielerin und Sängerin
- Levy, Carlos Roberto Maciel (* 1951), brasilianischer Kunstkritiker und Kunsthistoriker
- Levy, Claudia (* 1963), argentinische Tangosängerin und -komponistin
- Levy, Daina (* 1993), jamaikanische Hammerwerferin
- Levy, Dan (* 1981), US-amerikanischer Komiker, Schauspieler, Autor und Produzent
- Levy, Dani (* 1957), Schweizer Schauspieler, Drehbuchautor und RegisseurDani Levy (* 1957)

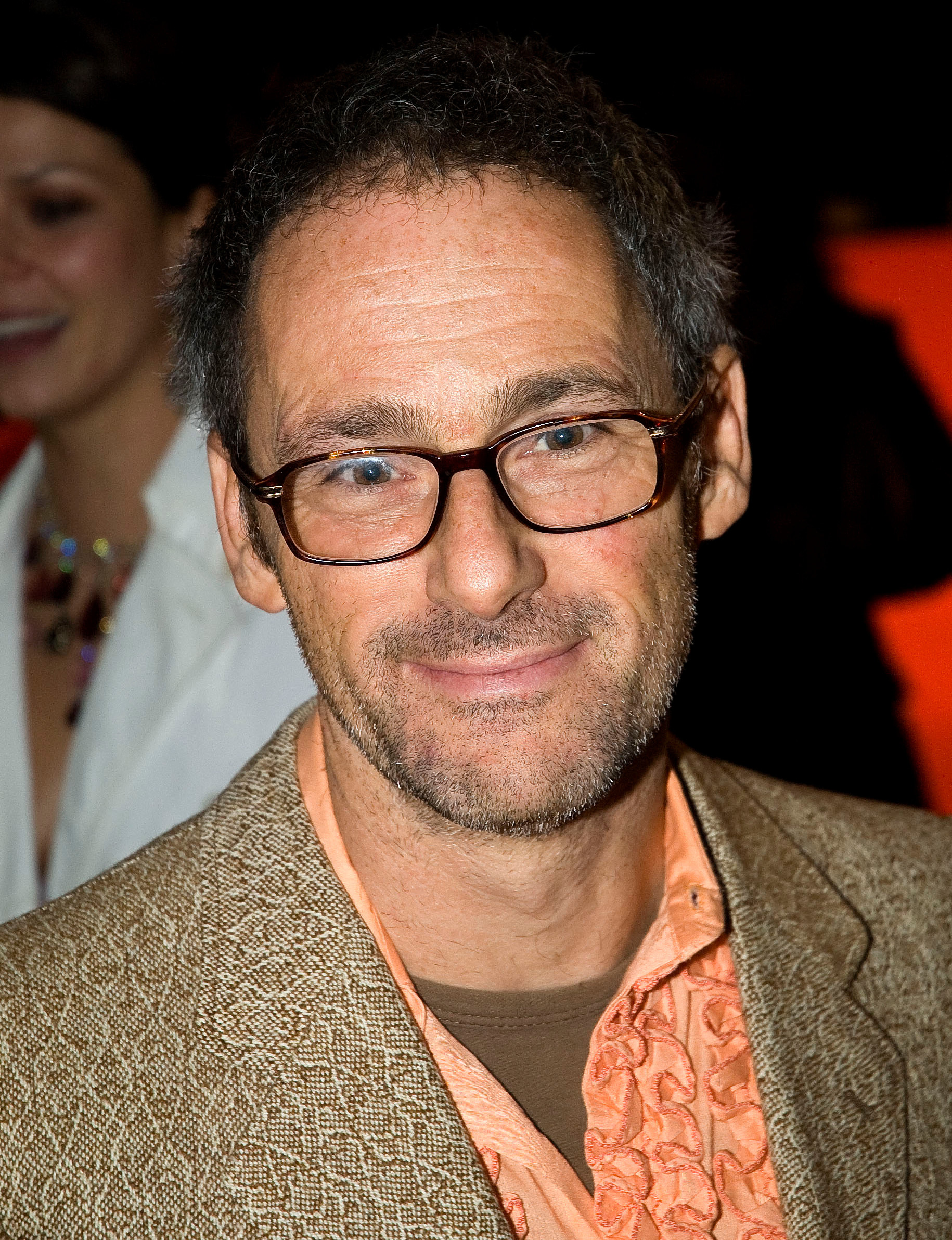
Dani Levy (* 1957)

- Levy, Daniel, britisch-israelischer Politikwissenschaftler, Politikberater und Diplomat
- Levy, Daniel (* 1962), britischer Unternehmer und Fußballfunktionär
- Levy, Daniel (* 1983), kanadischer Schauspieler und Drehbuchautor
- Levy, David (1937–2024), israelischer Politiker des Likud; Vertreter der Mizrachim in Israel, u. a. Außenminister
- Levy, David (* 1945), schottischer Schachmeister und Computerexperte
- Levy, David (* 1960), britischer Bassist und Livemusiker
- Levy, David, Filmproduzent
- Levy, David A. (* 1953), US-amerikanischer Politiker
- Levy, David Benjamin (* 1950), US-amerikanischer Musikwissenschaftler
- Levy, David H. (* 1948), kanadischer Astronom, Wissenschaftsjournalist und Autor
- Levy, DeAndre (* 1987), US-amerikanischer Footballspieler
- Levy, Deborah (* 1959), britische Schriftstellerin
- Levy, Edmond (1929–1998), kanadisch-US-amerikanischer Filmregisseur, Drehbuchautor und Filmproduzent
- Lévy, Élisabeth (* 1964), französische Journalistin, Essayistin und die Herausgeberin der Zeitschrift Causeur
- Levy, Else (* 1891), deutsche Ärztin
- Levy, Emil (1855–1917), deutscher Romanist, Provenzalist und Lexikograf
- Lévy, Émile (1826–1890), französischer Maler
- Levy, Ernst (1864–1919), elsässischer Mediziner
- Levy, Ernst (1881–1968), deutscher Jurist und Rechtshistoriker
- Levy, Ernst (1895–1981), Schweizer Komponist, Pianist, Chorleiter, Musikpädagoge und -wissenschaftler
- Levy, Erwin (1907–1991), deutscher Psychologe
- Levy, Eugene (* 1946), kanadischer Schauspieler und KomikerEugene Levy (* 1946)

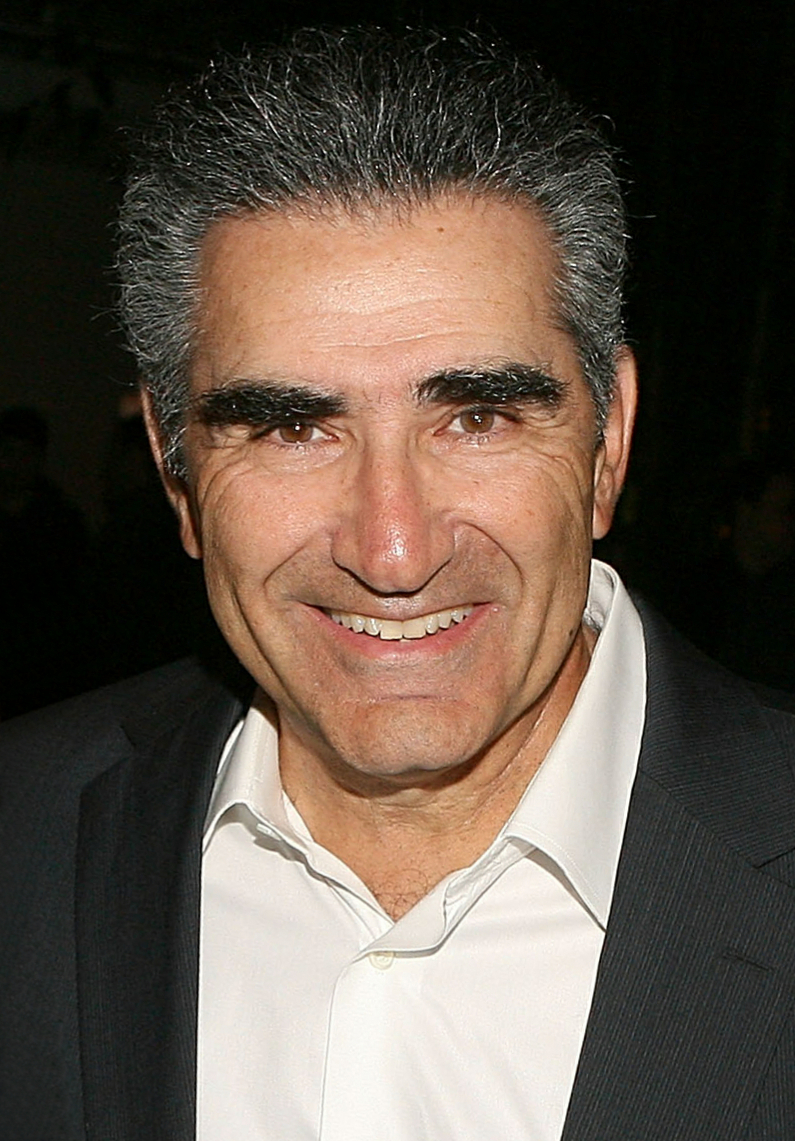
Eugene Levy (* 1946)

- Lévy, Fabien (* 1968), französischer Komponist
- Levy, Frida (* 1881), deutsche Frauen- und Bürgerrechtlerin
- Levy, Fritz (1901–1982), deutscher Viehhändler
- Levy, Gabby (* 1944), israelischer Diplomat
- Levy, Gabriel (1881–1965), deutscher Filmproduzent und Filmkaufmann
- Levy, Geneviève (* 1948), französische Politikerin
- Lévy, Georges (1920–1997), französischer Filmarchitekt
- Levy, Gerhard (1928–2017), deutschamerikanischer Pharmakologe
- Levy, Gershom (1937–2009), israelischer Biologe
- Levy, Gideon (* 1953), israelischer Journalist
- Levy, Gustav (1886–1966), deutscher Jurist, Mitglied der Verfassungskommission für das Saarland, MdL
- Levy, Hank (1927–2001), US-amerikanischer Komponist und Jazzsaxophonist
- Levy, Hank (* 1952), US-amerikanischer Computeringenieur
- Lévy, Hanni (1924–2019), deutsche Überlebende des Holocaust und Zeitzeugin
- Levy, Harel (* 1978), israelischer Tennisspieler
- Levy, Heniot (1879–1946), polnisch-amerikanischer Pianist, Komponist und Musikpädagoge
- Lévy, Henri (1883–1942), französischer Rabbiner
- Lévy, Henri Léopold (1840–1904), französischer Maler
- Levy, Henry (* 1933), französischer Koch
- Levy, Hermann (1881–1949), deutscher Ökonom
- Levy, Howard (* 1951), US-amerikanischer Mundharmonikaspieler und Pianist
- Levy, Hyman (1889–1975), britischer Mathematiker, Philosoph und politischer Aktivist
- Levy, Ian Hideo (* 1950), US-amerikanischer Schriftsteller und Übersetzer aus dem Japanischen
- Levy, Ido (* 1990), israelischer Fußballspieler
- Levy, Isidor (1852–1929), deutsch-jüdischer Journalist
- Levy, Itamar (* 1956), israelischer Schriftsteller
- Levy, Itzhak (* 1982), israelischer Eishockeyspieler
- Levy, Jack (* 1948), amerikanischer Politikwissenschaftler mit dem Fachgebiet Internationale Beziehungen
- Levy, Jackie (* 1960), israelischer Politiker
- Levy, Jacques (1935–2004), US-amerikanischer Liedermacher, Theaterregisseur und Psychologe
- Levy, Jakob (1819–1892), deutscher Rabbiner und orientalistischer Sprachwissenschaftler
- Levy, Jane (* 1989), US-amerikanische SchauspielerinJane Levy (* 1989)

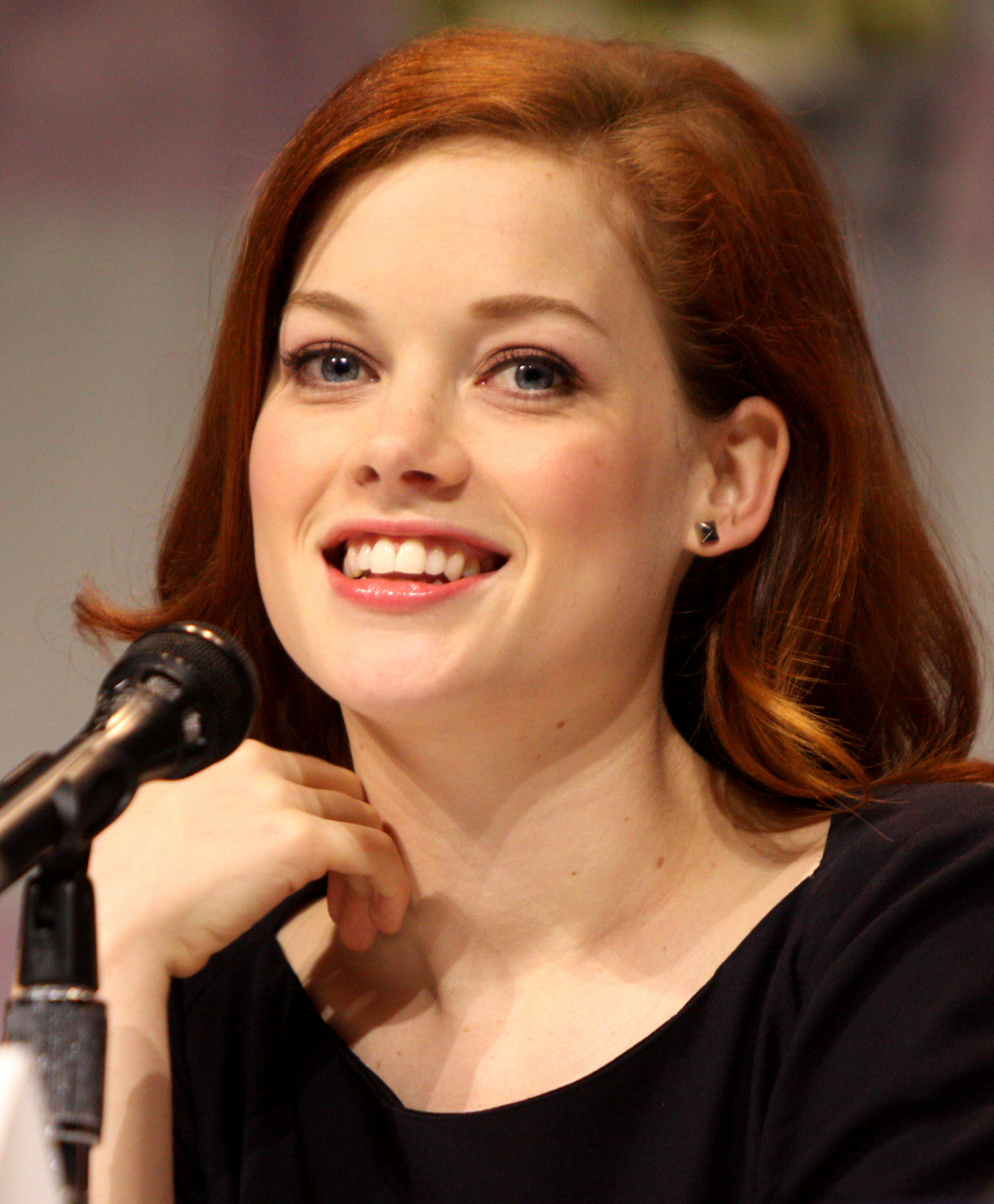
Jane Levy (* 1989)

- Lévy, Jean-Bernard (* 1955), französischer Manager
- Lévy, Jean-Pierre (1911–1996), französischer Gründer der Franc-Tireurs, Résistance-Mitglied
- Lévy, Jeanne (1897–1993), französische Medizinerin, Pharmakologin und Chemikerin
- Levy, Jed (* 1958), US-amerikanischer Jazzmusiker (Tenorsaxophon, Flöte, Komposition)
- Levy, Jefferson Monroe (1852–1924), US-amerikanischer Politiker
- Levy, Jeremy (* 1965), US-amerikanischer Physiker und ehemaliger Kinderdarsteller und Filmschauspieler
- Levý, Jiří (1926–1967), tschechischer Literaturtheoretiker und Historiker
- Levy, Jitzchak (* 1947), israelischer Politiker, Minister und Knesset-Abgeordneter
- Levy, Joachim (* 1976), Schweizer Filmregisseur, Drehbuchautor und Fotograf
- Levy, John (1912–2012), amerikanischer Jazz-Bassist und Unternehmer
- Levy, Jonathan (* 1982), US-amerikanischer Basketballspieler
- Levy, Josef Benjamin (1870–1950), Chasan, Lehrer, Musikschriftsteller
- Levy, Joseph Moses (1812–1888), englischer Publizist und Unternehmer
- Levy, Juan (1932–2025), deutscher Pianist, Dirigent und Musikschriftsteller
- Levy, Jules (1838–1903), US-amerikanischer Komponist und Kornettist
- Levy, Julien (1906–1981), US-amerikanischer Galerist und Kunsthändler
- Levy, Jura (* 1990), jamaikanische Leichtathletin
- Lévy, Justine (* 1974), französische Schriftstellerin
- Levy, Katharine (* 1961), britische Schauspielerin, Fernsehproduzentin und Regisseurin
- Levy, Krishna (* 1964), französischer Filmkomponist
- Levy, Kurt (1911–1987), deutscher Zeichner, Lithograph und Illustrator
- Levy, Kurt L. (1917–2000), deutsch-kanadischer Romanist, Hispanist und Hochschullehrer
- Lévy, Lazare (1882–1964), französischer Pianist, Musikpädagoge und Komponist
- Levy, Len (1921–1999), US-amerikanischer American-Football-Spieler und Ringer
- Levy, Leopold (1870–1939), deutsch-polnischer Industrieunternehmer und Politiker
- Levy, Lou (1928–2001), US-amerikanischer Jazzmusiker und Pianist
- Levy, Louis (1894–1957), britischer Komponist und Filmkomponist
- Lévy, Lucien (1892–1965), französischer Ingenieur und Erfinder
- Levy, Ludwig (1854–1907), deutscher Architekt und Hochschullehrer
- Levy, Madeleine (* 1918), französische Résistancekämpferin, Enkelin von Alfred Dreyfus
- Levy, Marc (* 1961), französischer Schriftsteller und Filmproduzent
- Levy, Maria Benvinda, mosambikanische Politikerin (FRELIMO) und Richterin am Obersten Gerichtshof Mosambiks
- Levy, Marion Joseph junior (1918–2002), US-amerikanischer Soziologe
- Levy, Marv (* 1925), US-amerikanischer Head Coach im American FootballMarv Levy (* 1925)

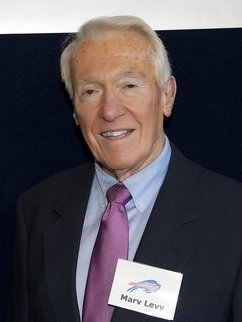
Marv Levy (* 1925)

- Levy, Marvin (1928–2025), US-amerikanischer Marketing- und PR-Spezialist
- Levy, Marvin David (1932–2015), US-amerikanischer Komponist
- Lévy, Maurice (1838–1910), französischer Mathematiker, Physiker und Ingenieur
- Lévy, Maurice (1922–2022), französischer Physiker
- Lévy, Maurice (* 1942), französischer Geschäftsmann
- Levy, Max (1869–1932), deutscher Elektroingenieur und Fabrikant
- Levy, Maximilian (* 1987), deutscher BahnradsportlerMaximilian Levy (* 1987)

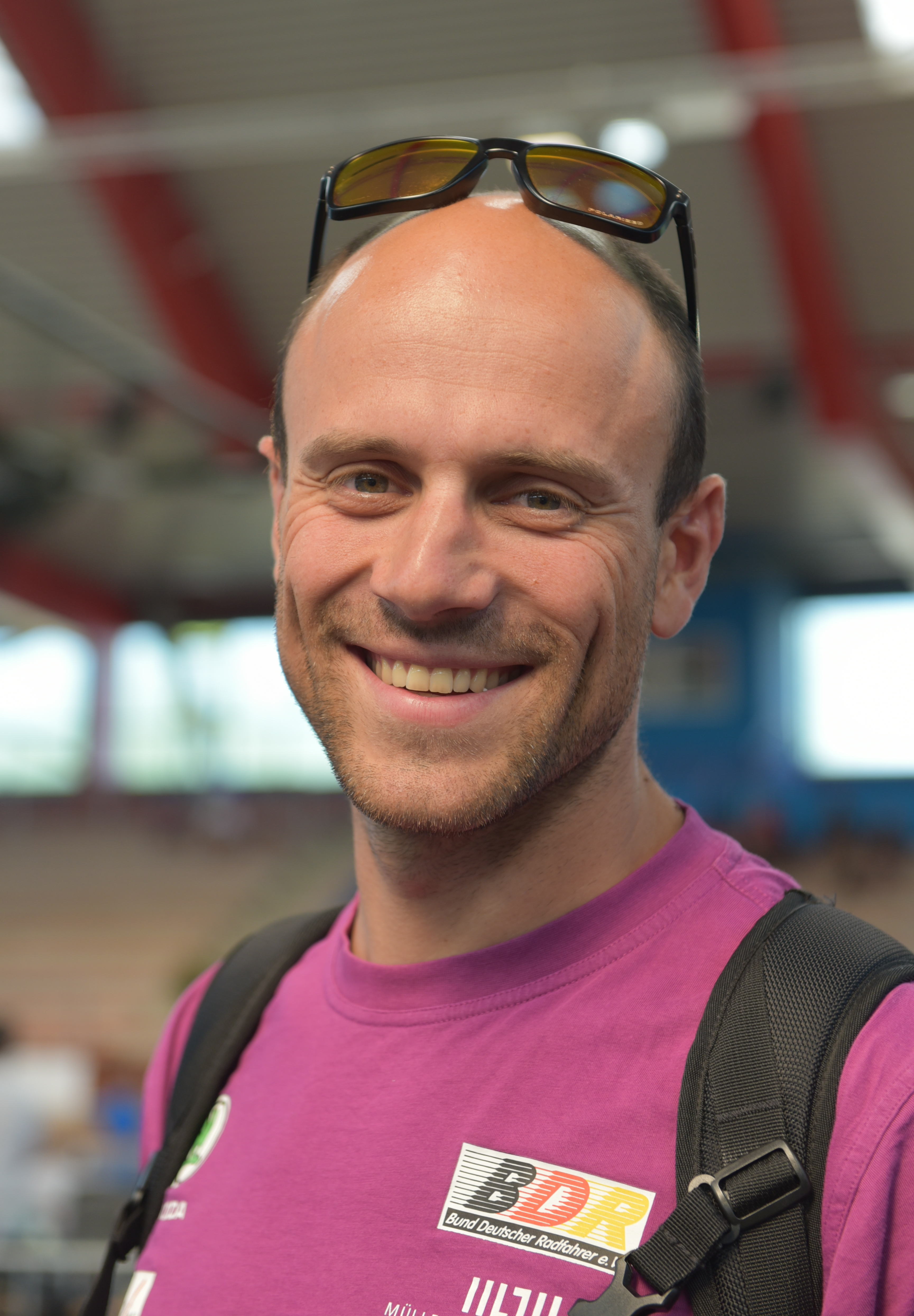
Maximilian Levy (* 1987)

- Levy, Meyer (1833–1896), deutscher Rechtswissenschaftler und Rechtsanwalt
- Levy, Michael, Baron Levy (* 1944), britischer Politiker, Unternehmer und Manager
- Lévy, Michel (1809–1872), französischer Generalarzt
- Lévy, Michel (1821–1875), französischer Buchhändler
- Lévy, Michel-Maurice (1883–1965), französischer Komponist und Musikparodist
- Levy, Mickey (* 1951), israelischer Politiker
- Lévy, Moïse (1863–1944), französischer Politiker
- Levy, Moritz Abraham (1817–1872), deutscher Rabbiner, Orientalist, Paläograf und Numismatiker
- Levy, Morris (1927–1990), US-amerikanischer Produzent
- Levy, Noah (* 1995), israelische Leichtathletin
- Levy, O’Donel (1945–2016), US-amerikanischer Funk- und Jazzgitarrist
- Levy, Oscar (1867–1946), deutsch-britischer Philosoph und Nietzsche-Forscher
- Levý, Otakar (1896–1946), tschechoslowakischer Literaturhistoriker, Romanist und Übersetzer
- Levy, Paul (1876–1943), deutscher Eisenbahningenieur
- Lévy, Paul (1886–1971), französischer MathematikerPaul Lévy (1886–1971)

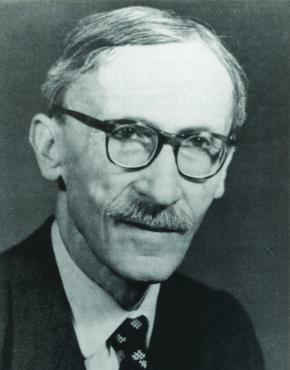
Paul Lévy (1886–1971)

- Lévy, Paul (1887–1962), französischer Sprachwissenschaftler und Historiker
- Levy, Paul Ernst (1875–1956), deutscher Chemiker und Hüttenkundler
- Levy, Peter (* 1955), australischer Kameramann
- Lévy, Pierre (* 1956), französischer Philosoph
- Lévy, Pierre G. (1894–1945), Schweizer Verleger
- Levy, Ralph (1919–2001), US-amerikanischer Filmregisseur und Fernsehproduzent
- Lévy, Raoul (1922–1966), belgisch-französischer Filmproduzent und Filmregisseur
- Lévy, Raphaël (1612–1670), Opfer eines antisemitischen Justizmordes
- Levy, Renato (* 1977), deutscher Fußballspieler
- Lévy, Renée (1906–1943), französische Widerstandskämpferin
- Levy, Richard S. (1940–2021), US-amerikanischer Historiker und Antisemitismusforscher
- Lévy, Robert (1897–1964), französischer Autorennfahrer
- Levy, Robert (* 1943), US-amerikanischer Trompeter, Dirigent, Komponist und Musikpädagoge
- Levy, Ronald (* 1941), US-amerikanischer Onkologe
- Levy, Ronald (* 1992), jamaikanischer Hürdenläufer
- Levy, Ronny (* 1966), israelischer Fußballspieler und -trainer
- Levy, Rudolf (1875–1944), deutscher Maler des Expressionismus
- Levy, Sam, US-amerikanischer Kameramann
- Levy, Sara (1761–1854), deutsche Cembalistin, Mäzenin und Musikaliensammlerin
- Levy, Sharron (* 1977), israelische Popsängerin
- Levy, Shawn (* 1967), kanadisch-amerikanischer Regisseur, Schauspieler und FilmproduzentShawn Levy (* 1967)

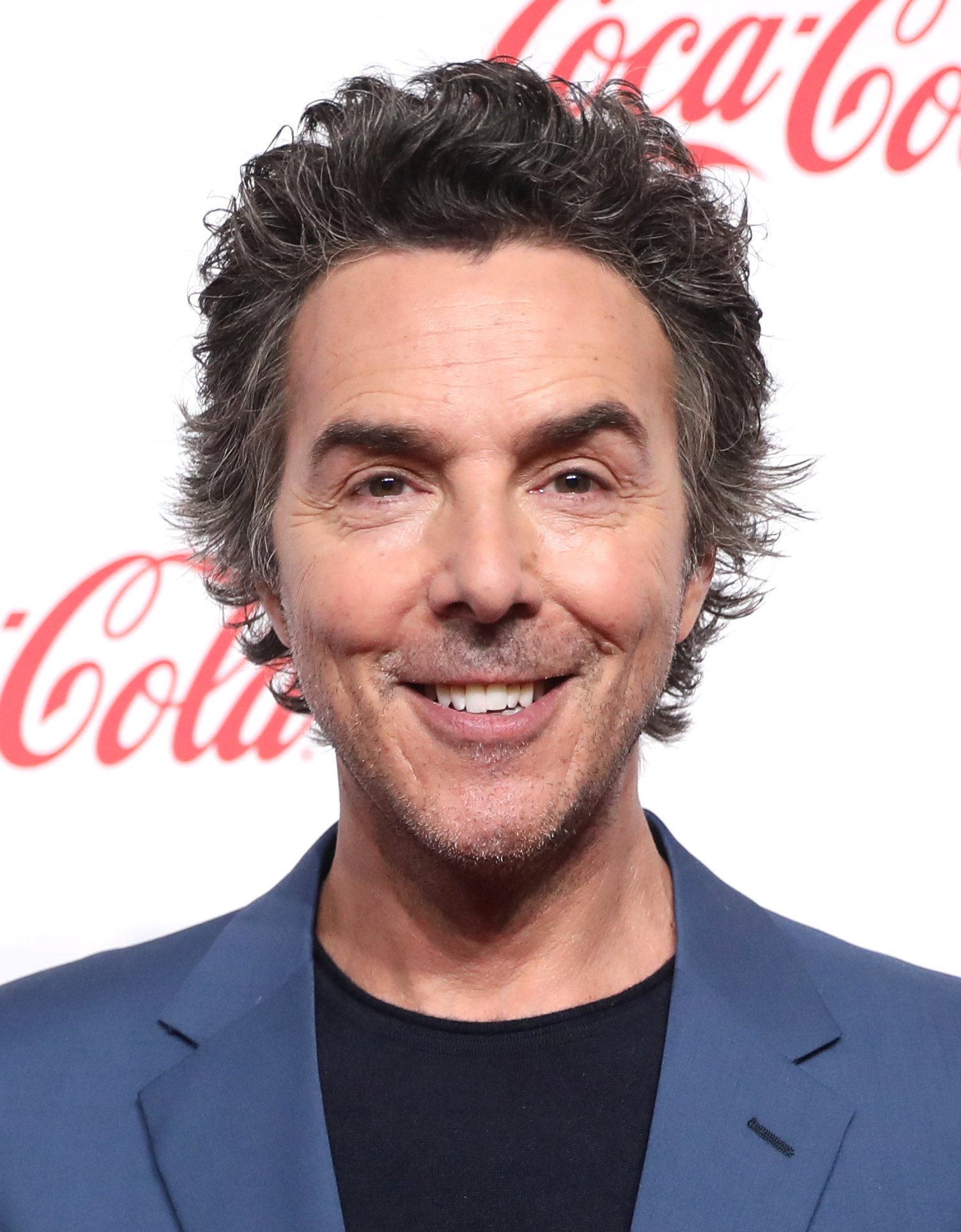
Shawn Levy (* 1967)

- Levy, Shlomo (* 1976), israelischer Eishockeyspieler
- Lévy, Simon (1886–1973), französischer Maler
- Levy, Stacy (* 1960), US-amerikanische Bildhauerin und Land-Art-Künstlerin
- Levý, Stanislav (* 1958), tschechischer Fußballspieler und -trainer
- Levy, Steven (* 1951), US-amerikanischer Kolumnist der Newsweek
- Levy, Stuart, US-amerikanischer Filmeditor
- Levy, Susanne (1921–2009), Schweizer Kunstmalerin, Grafikerin, Zeichnerin, Bildhauerin und Fotografin
- Levy, Tatiana Salem (* 1979), brasilianische Schriftstellerin
- Levý, Václav (1820–1870), tschechischer Bildhauer
- Levy, Walter J. (1911–1997), deutsch-amerikanischer Jurist und Öl-Sachverständiger
- Levy, William (1939–2019), amerikanischer Schriftsteller, Herausgeber und Radiomoderator
- Levy, William (* 1980), kubanischer SchauspielerWilliam Levy (* 1980)

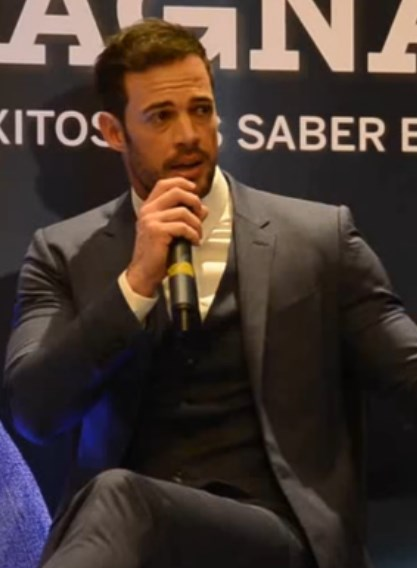
William Levy (* 1980)

- Levy, William Alexander (1909–1997), US-amerikanischer Architekt
- Levy, William Blume (* 2001), dänischer Radrennfahrer
- Levy, William M. (1827–1882), US-amerikanischer Politiker
- Levy, Yasmin (* 1975), israelische Sängerin
- Levy, Yitzhak Isaac (1919–1977), türkisch-israelischer Musiker, Komponist, Rundfunkdirektor, Autor
- Lévy, Yvette (* 1926), französische Überlebende des Holocaust
- Levy, Zeʾev (1921–2010), israelitischer Philosoph und Hochschullehrer
- Levy-Abekasis, Orly (* 1973), israelische Politikerin
- Levy-Berlowitz, Ruth (* 1925), israelische Dolmetscherin
- Lévy-Bruhl, Henri (1884–1964), französischer Soziologe
- Lévy-Bruhl, Lucien (1857–1939), französischer Philosoph und Ethnologe
- Lévy-Dhurmer, Lucien (1865–1953), französischer Maler
- Levy-Dorn, Max (1863–1929), deutscher Radiologe
- Levy-Hass, Hanna (1913–2001), jugoslawische Autorin
- Lévy-Hillerich, Dorothea (1938–2015), deutsche Fortbildnerin für Deutsch als Fremdsprache
- Levy-Hinte, Jeffrey, US-amerikanischer Filmproduzent
- Levy-Lawson, Edward, 1. Baron Burnham (1833–1916), britischer Zeitungsverleger
- Lévy-Leblond, Jean-Marc (* 1940), französischer theoretischer Physiker
- Lévy-Leboyer, Maurice (1920–2014), französischer Wirtschaftshistoriker
- Levy-Lenz, Ludwig (1889–1966), deutscher Mediziner und Sexualreformer
- Levy-Rathenau, Josephine (1877–1921), deutsche Frauenrechtlerin
- Levy-Suhl, Max (1876–1947), deutscher Nervenarzt und Psychoanalytiker
- Levy-Tanai, Sarah (1911–2005), israelische Komponistin und Choreografin
- Levyns, Margaret (1890–1975), südafrikanische Botanikerin
- Levysohn, Arthur (1841–1908), Chefredakteur des „Berliner Tageblatts“
- Levysohn, Wilhelm (1815–1871), Verleger in Grünberg in Schlesien und Mitglied der Frankfurter Nationalversammlung